# 佐藤亜美菜の「この世に小文字はいりません!」
『佐藤亜美菜の「この世に小文字はいりません!」』（さとうあみなの このよにこもじはいりません）は、アール・エフ・ラジオ日本で2011年4月から2016年3月まで放送されていたラジオ番組である。

## 概要
佐藤亜美菜（番組初回 - 第146回まではAKB48メンバー）が、ラジオパーソナリティになるというかねてからの夢を実現する形でスタートした、初のレギュラー冠ラジオ番組。タイトルの由来は、本人がブログなどで文章を書くときに日本語の小文字を大書き（大文字に）している（例:あみなちゃん→あみなちやん）こと。
番組名は2014年1月21日放送（第147回）までは「AKB48佐藤亜美菜の「この世に小文字はいりません!」」であったが、独立に伴い、翌1月28日放送（第148回）以降は現在の番組名となっている。また、生放送の回に限り番組名を通称「なまこも」とすると番組内で発言した。
番組は主にリスナーからのメールとそれに対する佐藤の返答で成立しており、番組の構成は前半にコーナー、後半にリスナーからのメッセージや相談に佐藤が答える、という形がとられることが多い。
2012年上期（6月）までと2013年からは、PT扱いのものも含めてスポンサーがついていないので、途中、CMは自社番宣さえも一切入らず、佐藤が30分間、コーナーテーマに沿ってひたすらしゃべり続けている。また、時間短縮も他局への遅れネットもないにもかかわらず、10分毎に入るジングルの後には、ほとんど毎回「改めまして今晩は」と挨拶する（ただし、本人によると意識してやっている訳ではないとのこと）。2012年下期（7月から12月まで）はサンシャインシティが番組スポンサーとなり、佐藤自身がCMコメントを読み上げていた。そのため、これまで通常2曲かかっていたオンエア楽曲が1曲に減る回が多くなった。
放送は一部の回を除き、録音である。そのため、不穏当な発言があった場合などは音声が一部カットされることがある（本人によると、発言その物がまるまるカットされる場合もあるとのこと）。
番組の公式ブログでは、iTunesなどのポッドキャストから最新の放送回を含む過去の放送を聴くことが出来る。それらにはまたオンエアされなかった未放送部分が含まれている。ただし、ポッドキャスト版では著作権の都合上楽曲の部分はカットされており、BGMも差し替えられている。ポストキャスト版は2012年2月から6月の間は「らじこん」での音声配信（後述）が開始されたため一時休止されたが、同年7月3日放送分から再び配信を再開した。
2012年2月7日放送分からは「らじこん」での音声配信（有料、一部の回については無料）を開始したが、2015年5月20日にサービス終了したのに伴い、2015年3月24日放送分をもって終了した。
パーソナリティの亜美菜が所属していたAKB48メンバーが2011年12月からGoogle+に公式アカウントを取得したことから、2012年1月にはGoogle+の番組公式アカウントを取得した。ただ、実際は殆ど使用されてなく、番組側からの情報発信は主に番組の公式Twitter及び公式ブログで行なわれている。
放送時間は2015年4月2日の放送から、放送時間が木曜の26:30 - （ラジオ日本NEXT枠）に変更されたが、
2016年1月5日の放送から再び元の放送時間である火曜の23:30 - となっている。

## 出演

### パーソナリティ
- 佐藤亜美菜

同番組の放送前から将来の夢として「ラジオパーソナリティ」を挙げていた。小学生の時からよくラジオを聴いており、その頃から知っている文化放送のK太郎を目標とするラジオパーソナリティとしている。ラジオではメールを送ってきたリスナーに話しかけるようにトークを進めることが多く、『AKB48のオールナイトニッポン』のディレクターである角銅秀人からは「リスナーやスタッフとの距離感が絶妙で、ラジオ的な内輪感を作る能力がある」と評価されている。好きなメール職人は「トランボン」であると『AKB48のオールナイトニッポン』では度々公言をしていたが、第19回の放送では、「トランボンについては記憶が曖昧で、気分しだいで評価が変わる」と発言していた。
番組の作家をディスる傾向があると指摘されてからは、「ディスるアイドル」、略して「ディスドル」なる愛称が番組内外で浸透するようになった。ただしこのディスり傾向は、第20回放送（2011年8月16日）での増田有華の「あみなのディスりは愛情表現」という言葉からも分かるように、佐藤が作家を信頼している証であると見られ、佐藤本人も「愛ゆえのディスり」であると発言している。
自分の番組を聴くことが好きであり、オンエア用の音源データ、実際にリアルタイムで流れる放送、Podcastでの放送のいずれもチェックしている。

### ゲスト
スタジオゲスト
- 流れ星（第42回・第228回）

亜美菜が以前からゲストに呼びたがっていたお笑いコンビ。ちゅうえいから亜美菜へ「ウーパールーパー」のギャグが伝授された。
- ゲッターズ飯田（第92回・第178回・第252回）

占い師タレント。第92回は2013年のAKBや、亜美菜の今後などを、第178回は亜美菜の今後をそれぞれ占った。第252回では亜美菜に加えて、亜美菜の高校の同級生ふたり（SHIORIとしょうこ）のことも占った。
- 石田晴香（第98回）

放送当時はAKB48チームB所属メンバー。亜美菜と同じNO NAMEのメンバーでもある。
- 小出祐介（第101回・第244回・第245回）

ロックバンド「Base Ball Bear」のボーカル。よにこもリスナーでもあった。第101回では亜美菜からバレンタインのクッキーが贈られた。約2年半を経た第244回ではホワイトデーのお返しとしてペンケースや付箋などの文房具が贈られた。
- 平松可奈子（第104回）

元SKE48、放送当時はチームS所属メンバー。亜美菜と仲が良く、卒業直前に出演が実現した。
- ハナエ（第108回・第139回）

歌手。第102回ではコメントゲストとしても出演している（後述）。
- 宮崎理奈（第134回・第151回）

SUPER☆GiRLSのメンバー。よにこもの次番組である『SUPER☆GiRLS宮崎理奈のナイスみやり!』パーソナリティ。
- 八坂沙織（第151回）

放送当時はSUPER☆GiRLSのメンバー。八坂のSUPER☆GiRLSからの卒業発表日と亜美菜のAKB48からの卒業発表日が偶然にも同じ日（2013年12月22日）だったこともあり、亜美菜自らの希望で実現した。
- SHIORI（第229回・第252回・第253回）

ガールズユニットDOMINOのメンバーで亜美菜の高校時代の同級生。第229回は亜美菜発案の同級生を番組に招くという企画の第一弾ゲストとして登場。第252回ではゲッターズ飯田に占われ隊の一員として登場した。同日収録の第253回にも登場し、「佐藤亜美菜の未来相談室」で25歳の女の子として一緒にリスナーの相談に答えた。
- あわたゆか(あわたプロ)（第233回）

番組存続をかけたTシャツ制作プロジェクト、「プロジェクトT 〜シャツを売る者たち〜」の打ち合わせの模様。
- 倉持明日香（第249回）

元AKB48で亜美菜の同期メンバー。2016年最初の放送、放送時間再移動後一回目のゲストとして登場。
- しょうこ（第252回・第253回）

亜美菜の高校時代の同級生（一般人）。同じく高校の同級生であるSHIORIとともにゲッターズ飯田に占われ隊の一員として登場した。同日収録の第253回にも登場し、「佐藤亜美菜の未来相談室」で25歳の女の子として一緒にリスナーの相談に答えた。
公開収録ゲスト
- 小林香菜（第46回・第47回）

放送当時はAKB48チームB所属メンバー。公開収録が行われた東京タワーの2011年度イメージガールでもあった。
- 増田有華（第70回）

元AKB48、放送当時はチームB所属メンバー。
- 石田晴香（第81回・第82回）

コメント出演
- 水樹奈々（第11回）

声優および歌手。自身のラジオでの経験をもとに亜美菜に応援メッセージを贈った。
- 平松可奈子（第19回）

舞台裏での亜美菜の印象や、SKE48の楽曲「パレオはエメラルド」のPVの見所について話した。
- 増田有華（第20回）

「ゆっぱい」のエピソードや、DiVA の楽曲「Cry」について話した。
- 佐藤夏希（第29回）

元AKB48、放送当時はチームB所属メンバー。亜美菜へ誕生日メッセージと、ハッピーバースデーの歌を贈った。
- 松井珠理奈（第31回）

放送当時はSKE48チームS所属メンバー。SKE48の楽曲「オキドキ」の宣伝を行った。
- 流れ星（第102回・第186回・第237回）

第102回では番組放送100回のお祝いコメントを、第186回、第237回では亜美菜へ誕生日メッセージを贈った。
- ハナエ（第102回）

歌手。番組放送100回のお祝いコメントを贈った。
- ゲッターズ飯田（第129回）

亜美菜のじゃんけん大会での運勢を占った。
- 石田晴香（第134回・第186回）

2回とも亜美菜へ誕生日メッセージを贈った。
- トップリード（第134回）

お笑いコンビ。放送当時は亜美菜が不定期出演していた『AKB48のあんた、誰?』（NOTTV）の木曜・金曜MC。亜美菜へ誕生日メッセージを贈った。
- 岩佐美咲（第186回）

AKB48チームK所属メンバー。亜美菜へ誕生日メッセージを贈った。
- あわたゆか(あわたプロ)（第237回）

第233回にゲストとして登場。プロジェクトTのTシャツデザイン完成の為。
- 東地宏樹（第237回）

声優。亜美菜へ誕生日メッセージを贈った。
- 倉持明日香（第237回）

元AKB48、亜美菜へ誕生日メッセージを贈った。

### スタッフ
現在のスタッフ
- 3代目プロデューサー

現プロデューサーの福田良平。かつて『ラジカントロプス2.0』で聞き手を担当していたほどでしゃべりが達者。
- Twitterの中の人

2015年4月より担当。収録、編集、番組ブログ更新、Twitterでのプロモーション活動を一人で行っている。
リスナーとの交流も多いため「中の人」として親しまれている。
ツイートの内容などからハロプロやアイドルマスターにも興味があるものと見られる。
- ディレクター

℃-uteの岡井千聖を愛している。番組中はカンペを用いて亜美菜に指示を出しているが、笑い声や話し声がそのままオンエアされていることもある。誕生日は、AKB48の楽曲「フライングゲット」の発売日と同じ8月24日。亜美菜曰く、「いいひと」。
- 初代プロデューサー(神プロデューサー)

もともと愛称は「メタボP」であったが、番組プロデューサーが変更したためただの「メタボ」と呼ばれ、このことは第22回のタングツイスターバスターズでも早口言葉（メタボPただのメタボに）で揶揄されたが、番組ではこちらよりも「神プロデューサー」の呼称を使うことが推奨されている。亜美菜がAKB48のオールナイトニッポンでラジオ王決定戦に呼ばれなかったことについてディスった回の放送 (2011年3月4日) を聴いて「いつかこの子とラジオをやろう」と決めた。
- 2代目プロデューサー

佐藤亜美菜曰く、亜美菜と気が合い、物知りでしゃべりも上手く熱い男。ちなみにディレクターとは同い年である。
- 曲出し

逆アンケートによると、AKBに推しは特にいないとのことであったが、第19回（2011年8月9日）の放送で柏木由紀推しと判明した。しかし、第50回（2012年3月13日）の放送で、佐藤亜美菜推しということが判明した。
- 番組ブログ担当

愛称は「sasaさん」。番組公式ブログの更新を担当する。

## 放送リスト
| 2011年 （4月〜12月） | 2011年 （4月〜12月）                                                 | 2011年 （4月〜12月）                                          | 2011年 （4月〜12月）                                       | 2011年 （4月〜12月）                                                      | 2011年 （4月〜12月）                      |
| 年月                 | 1週目                                                                | 2週目                                                         | 3週目                                                      | 4週目                                                                     | 5週目                                     |
| -------------------- | -------------------------------------------------------------------- | ------------------------------------------------------------- | ---------------------------------------------------------- | ------------------------------------------------------------------------- | ----------------------------------------- |
| 4月                  | 第1回（5日） じこしよ48 番組タイトル発表                             | 第2回（12日） 『もろへいや』 逆アンケート                     | 第3回（19日） リスナーの便りの紹介                         | 第4回（26日） 告白しようず!                                               | -                                         |
| 5月                  | 第5回（3日） 『ちやいなたうん』 タングツイスターバスターズ           | 第6回（10日） 告白しようず!                                   | 第7回（17日） タングツイスターバスターズ                   | 第8回（24日） 言い訳Baby（仮）                                            | 第9回（31日） 告白しようず!               |
| 6月                  | 第10回（7日） タングツイスターバスターズ                             | 第11回（14日） 総選挙SP あみなサプライズ!                     | 第12回（21日） "伝わりにくいラジオ" プラ板キーホルダー作り | 第13回（28日） 告白しようず!                                              | -                                         |
| 7月                  | 第14回（5日） だってしようがないもん!!                               | 第15回（12日） タングツイスターバスターズ                     | 第16回（19日） 告白しようず!                               | 第17回（26日） だってしようがないもん!!                                   | -                                         |
| 8月                  | 第18回（2日） 告白しようず!                                          | 第19回（9日） 平松可奈子からのコメント ケンショウWikiペディア | 第20回（16日） 増田有華からのコメント                      | 第21回（23日） 『びしよぬれ』 フライングBOX 「よにこも!」20回分の振り返り | 第22回（30日） タングツイスターバスターズ |
| 9月                  | 第23回（6日） だってしようがないもん!!                               | 第24回（13日） じゃんけん大会SP AKB48 サイコロ大会            | 第25回（20日） 告白しようず!                               | 第26回（27日） じゃんけん大会特集                                         | -                                         |
| 10月                 | 第27回（4日） BLUES IN THE NIGHT 楽屋ロケ タングツイスターバスターズ | 第28回（11日） だってしようがないもん!!                       | 第29回（18日） 誕生日SP あみなサプライズ!                  | 第30回（25日） 告白しようず!                                              | -                                         |
| 11月                 | 第31回（1日） タングツイスターバスターズ                             | 第32回（8日） だってしようがないもん!!                        | 第33回（15日） 告白しようず!                               | 第34回（22日） タングツイスターバスターズ                                 | 第35回（29日） 告白しようず!（親）        |
| 12月                 | 第36回（6日） ザ・亜美菜ベストファイブ!                              | 第37回（13日） だってしようがないもん!!                       | 第38回（20日） DJ AMINA の クリスマスソング特集            | 第39回（27日） よにトーク!                                                | -                                         |

| 2012年 （1月〜12月） | 2012年 （1月〜12月）                         | 2012年 （1月〜12月）                                   | 2012年 （1月〜12月）                                                               | 2012年 （1月〜12月）                                     | 2012年 （1月〜12月）                                                                |
| 年月                 | 1週目                                        | 2週目                                                  | 3週目                                                                              | 4週目                                                    | 5週目                                                                               |
| -------------------- | -------------------------------------------- | ------------------------------------------------------ | ---------------------------------------------------------------------------------- | -------------------------------------------------------- | ----------------------------------------------------------------------------------- |
| 1月                  | 第40回（3日） 新年の目標                     | 第41回（10日） よにこも新コーナー会議                  | 第42回（17日） 亜美菜の部屋                                                        | 第43回（24日） 告白しようず!                             | 第44回（31日） だってしようがないもん!!                                             |
| 2月                  | 第45回（7日） タングツイスターバスターズ     | 第46回（14日） 公開収録 告白しようず! バレンタインver. | 第47回（21日） 公開収録 AKB48 逆再生イントロ・ドン!                                | 第48回（28日） だってしようがないもん!!                  | -                                                                                   |
| 3月                  | 第49回（6日） 告白しようず!                  | 第50回（13日） ケンショウWikiペディア                  | 第51回（20日） だってしようがないもん!!                                            | 第52回（27日） タングツイスターバスターズ                | -                                                                                   |
| 4月                  | 第53回（3日） 告白しようず!                  | 第54回（10日） だってしようがないもん!!                | 第55回（17日） タングツイスターバスターズ 特別編                                   | 第56回（24日） 告白しようず!                             | -                                                                                   |
| 5月                  | 第57回（1日） 3年C組亜美菜先生               | 第58回（8日） だってしようがないもん!!                 | 第59回（15日） 肉じゃが披露                                                        | 第60回（22日） タングツイスターバスターズ                | 第61回（29日） 告白しようず!                                                        |
| 6月                  | 第62回（5日） だってしようがないもん!!       | 第63回（12日） 総選挙SP                                | 第64回（19日） 告白しようず!                                                       | 第65回（26日） 梅雨を吹き飛ばせ!メッセージ祭り           | -                                                                                   |
| 7月                  | 第66回（3日） 告白しようず!                  | 第67回（10日） タングツイスターバスターズ              | 第68回（17日） だってしようがないもん!!                                            | 第69回（24日） 告白しようず!                             | 第70回（31日） 公開収録 タングツイスターバスターズ シャイニングレボリューションver. |
| 8月                  | 第71回（7日） 公開収録の感想メール紹介       | 第72回（14日） 告白しようず!                           | 第73回（21日） 生放送 佐藤亜美菜を褒めちぎれ!                                      | 第74回（28日） だってしようがないもん!!                  | -                                                                                   |
| 9月                  | 第75回（4日） 東京ドーム公演の話             | 第76回（11日） タングツイスターバスターズ              | 第77回（18日） 生放送 じゃんけん大会で負けた、 亜美菜の言い訳は?                   | 第78回（25日） 告白しようず!                             | -                                                                                   |
| 10月                 | 第79回（2日） だってしようがないもん!!       | 第80回（9日） 公開収録でやってみたいこと               | 第81回（16日） 公開収録 告白しようず! あみなといっしょ Do it ver. 誕生日サプライズ | 第82回（23日） 生放送 どっちの勝利ショー チームBの思い出 | 第83回（30日） 亜美菜のコーナーアンケート                                           |
| 11月                 | 第84回（6日） だってしようがないもん!!       | 第85回（13日） タングツイスターバスターズ              | 第86回（20日） リスナーからのお便り紹介                                            | 第87回（27日） 告白しようず!                             | -                                                                                   |
| 12月                 | 第88回（4日） ザ・亜美菜ベストファイブ! 2012 | 第89回（11日） 生放送 2012年 あなたのベストワン        | 第90回（18日） だってしようがないもん!!                                            | 第91回（25日） 告白しようず! クリスマス限定、リア充ver.  | -                                                                                   |

| 2013年 （1月〜12月） | 2013年 （1月〜12月）                                                    | 2013年 （1月〜12月）                                    | 2013年 （1月〜12月）                                         | 2013年 （1月〜12月）                                                       | 2013年 （1月〜12月）                     |
| 年月                 | 1週目                                                                   | 2週目                                                   | 3週目                                                        | 4週目                                                                      | 5週目                                    |
| -------------------- | ----------------------------------------------------------------------- | ------------------------------------------------------- | ------------------------------------------------------------ | -------------------------------------------------------------------------- | ---------------------------------------- |
| 1月                  | 第92回（1日） ゲッターズ飯田の占い                                      | 第93回（8日） 生放送 2013年 亜美菜 これ、やります!!     | 第94回（15日） タングツイスターバスターズ                    | 第95回（22日） だってしようがないもん!!                                    | 第96回（29日） 第1回 よにこも女子会      |
| 2月                  | 第97回（5日） だってしようがないもん!!                                  | 第98回（12日） はるきゃんゲスト出演                     | 第99回（19日） 生放送 よにこも100回目のメールテーマ募集      | 第100回（26日） 生放送 亜美菜ちやんに言わせたい言葉                        | -                                        |
| 3月                  | 第101回（5日） BBB小出ゲスト出演                                        | 第102回（12日） 100回お祝いコメント完全版               | 第103回（19日） だってしようがないもん!!                     | 第104回（26日） 平松可奈子ゲスト出演                                       | -                                        |
| 4月                  | 第105回（2日） 告白しようず!                                            | 第106回（9日） タングツイスターバスターズ               | 第107回（16日） 生放送 私、デビューしちゃった♪               | 第108回（23日） ハナエ、ゲスト出演                                         | 第109回（30日） だってしようがないもん!! |
| 5月                  | 第110回（7日） 告白しようず!                                            | 第111回（14日） タングツイスターバスターズ              | 第112回（21日） だってしようがないもん!!                     | 第113回（28日） よにカラ                                                   | -                                        |
| 6月                  | 第114回（4日） よにカラ                                                 | 第115回（11日） 生放送 総選挙SP                         | 第116回（18日） 告白しようず!                                | 第117回（25日） だってしようがないもん!!                                   | -                                        |
| 7月                  | 第118回（2日） タングツイスターバスターズ                               | 第119回（9日） 告白しようず!                            | 第120回（16日） 亜美菜の2013年上半期を振り返る               | 第121回（23日） だってしようがないもん!!                                   | 第122回（30日） 告白しようず!            |
| 8月                  | 第123回（6日） じゃんけん武者修行                                       | 第124回（13日） タングツイスターバスターズ              | 第125回（20日） だってしようがないもん!!                     | 第126回（27日） 生放送 今度こそ〇〇                                        | -                                        |
| 9月                  | 第127回（3日） 亜美菜の近況、語りつくし                                 | 第128回（10日） 告白しようず!                           | 第129回（17日） じゃんけん大会への決意                       | 第130回（24日） だってしようがないもん!!                                   | -                                        |
| 10月                 | 第131回（1日） 舞台『SEMPO』を終えて 告白しようず! 夏休みリア充告白ver. | 第132回（8日） タングツイスターバスターズ               | 第133回（15日） 『WORLD』舞台稽古話 だってしようがないもん!! | 第134回（22日） 生放送 亜美菜ちゃん!23歳おめでとう! みやりちゃんゲスト出演 | 第135回（29日） 告白しようず!            |
| 11月                 | 第136回（5日） 舞台『SEMPO』〜『WORLD』の裏話                           | 第137回（12日） だってしようがないもん!!                | 第138回（19日） タングツイスターバスターズ                   | 第139回（26日） ハナエ2度目のゲスト出演                                    | -                                        |
| 12月                 | 第140回（3日） だってしようがないもん!!                                 | 第141回（10日） 生放送 2013年 亜美菜に想いをぶちまけろ! | 第142回（17日） 告白しようず!                                | 第143回（24日） 亜美菜AKB48卒業発表 ザ・亜美菜ベストファイブ! 2013         | 第144回（31日） 亜美菜の心境、語りつくし |

| 2014年 （1月〜12月） | 2014年 （1月〜12月）                        | 2014年 （1月〜12月）                        | 2014年 （1月〜12月）                                 | 2014年 （1月〜12月）                           | 2014年 （1月〜12月）                       |
| 年月                 | 1週目                                       | 2週目                                       | 3週目                                                | 4週目                                          | 5週目                                      |
| -------------------- | ------------------------------------------- | ------------------------------------------- | ---------------------------------------------------- | ---------------------------------------------- | ------------------------------------------ |
| 1月                  | 第145回（7日） ふつおたSP                   | 第146回（14日） タングツイスターバスターズ  | 第147回（21日） 生放送 亜美菜、全てを受け止めます!!  | 第148回（28日） だってしようがないもん!!       | -                                          |
| 2月                  | 第149回（4日） 告白しようず!                | 第150回（11日） だってしようがないもん!!    | 第151回（18日） みやりちゃんとさおりーぬ、ゲスト出演 | 第152回（25日） タングツイスターバスターズ     | -                                          |
| 3月                  | 第153回（4日） 告白しようず!                | 第154回（11日） だってしようがないもん!!    | 第155回（18日） タングツイスターバスターズ           | 第156回（25日） ふつおたSP                     | -                                          |
| 4月                  | 第157回（1日） 告白しようず!                | 第158回（8日） ふつおたSP                   | 第159回（15日） だってしようがないもん!!             | 第160回（22日） 亜美菜のテレフォンショッキング | 第161回（29日） タングツイスターバスターズ |
| 5月                  | 第162回（6日） 告白しようず!                | 第163回（13日） だってしようがないもん!!    | 第164回（20日） タングツイスターバスターズ           | 第165回（27日） サッカークイズ                 | -                                          |
| 6月                  | 第166回（3日） 亜美菜の劇場公演観覧記       | 第167回（10日） 告白しようず!               | 第168回（17日） だってしようがないもん!!             | 第169回（24日） タングツイスターバスターズ     | -                                          |
| 7月                  | 第170回（1日） 亜美菜の上半期振り返り       | 第171回（8日） 告白しようず!                | 第172回（15日） タングツイスターバスターズ           | 第173回（22日） だってしようがないもん!!       | 第174回（29日） 亜美菜未来日記8月Ver       |
| 8月                  | 第175回（5日） 告白しようず!                | 第176回（12日） タングツイスターバスターズ  | 第177回（19日） だってしようがないもん!!             | 第178回（26日） ゲッターズ飯田の占い           | -                                          |
| 9月                  | 第179回（2日） ふつおたいっぱい読んじゃおう | 第180回（9日） 亜美菜未来日記8月Ver結果発表 | 第181回（16日） だってしようがないもん!!             | 第182回（23日） ふつおた祭り                   | 第183回（30日） 告白しようず!              |
| 10月                 | 第184回（7日） タングツイスターバスターズ   | 第185回（14日） だってしようがないもん!!    | 第186回（21日） 亜美菜誕生日スペシャル               | 第187回（28日） 告白しようず!                  | -                                          |
| 11月                 | 第188回（4日） だってしようがないもん!!     | 第189回（11日） タングツイスターバスターズ  | 第190回（18日） ふつおた祭り                         | 第191回（25日） ふつおた祭り                   | -                                          |
| 12月                 | 第192回（2日） 告白しようず!                | 第193回（9日） 2014年亜美菜の懺悔           | 第194回（16日） だってしようがないもん!!             | 第195回（23日） メリーの年賀状をあなたに!      | 第196回（30日）                            |

| 2015年 （1月〜12月） | 2015年 （1月〜12月）                                    | 2015年 （1月〜12月）                                                                          | 2015年 （1月〜12月）                                                                                        | 2015年 （1月〜12月）                                   | 2015年 （1月〜12月）                     |
| 年月                 | 1週目                                                   | 2週目                                                                                         | 3週目 | 4週目                                                  | 5週目                                    |
| -------------------- | ------------------------------------------------------- | --------------------------------------------------------------------------------------------- | --- | ------------------------------------------------------ | ---------------------------------------- |
| 1月                  | 第197回（6日） 生放送 亜美菜の年末年始                  | 第198回（13日） なまこも反省会、亜美菜の年末年始                                              | 第199回（20日） だってしようがないもん!!                                                                    | 第200回（27日） よにこもスタッフ座談会                 | -                                        |
| 2月                  | 第201回（3日） 200回放送未公開                          | 第202回（10日） 告白しようず!                                                                 | 第203回（17日） 2月のメール祭り                                                                             | 第204回（24日） タングツイスターバスターズ             | -                                        |
| 3月                  | 第205回（3日） だってしようがないもん!!                 | 第206回（10日） よにこも男子リスナーと緊急ホワイトデー座談会 〜ハニートーストをつつきながら〜 | 第207回（17日） ふつおたSP                                                                                  | 第208回（24日） 告白しようず!                          | -                                        |
| 4月                  | 第209回（2日） よにこもの歴史を振り返る!                | 第210回（9日） トリアージX放送開始記念、ふつおたSP                                            | 第211回（16日） タングツイスターバスターズ                                                                  | 第212回（23日） 4月のメール祭り                        | 第213回（30日） だってしようがないもん!! |
| 5月                  | 第214回（7日） 告白しようず!                            | 第215回（14日） あみなちやんセレクション選考会                                                | 第216回（21日） 続・あみなちやんセレクション選考会                                                          | 第217回（28日） タングツイスターバスターズ             | -                                        |
| 6月                  | 第218回（4日） だってしようがないもん!!                 | 第219回（11日） 6月のメール祭り                                                               | 第220回（18日） 告白しようず!                                                                               | 第221回（25日） もしもの時のよにこもエンディングノート | -                                        |
| 7月                  | 第222回（2日） ふつおたSP                               | 第223回（9日） タングツイスターバスターズ                                                     | 第224回（16日） だってしようがないもん!!                                                                    | 第225回（23日） ふつおたSP                             | 第226回（30日） 新コーナー候補・575      |
| 8月                  | 第227回（6日） 告白しようず!                            | 第228回（13日） 流れ星2度目のゲスト出演                                                       | 第229回（20日） 課外ラジオ ようこそお友達                                                                   | 第230回（27日） 生放送風の放送                         | -                                        |
| 9月                  | 第231回（3日） あなたの水に流したいエピソード           | 第232回（10日） だってしようがないもん!!                                                      | 第233回（17日） プロジェクトT 〜シャツを売る者たち〜                                                        | 第234回（24日） タングツイスターバスターズ             | -                                        |
| 10月                 | 第235回（1日） 告白しようず!                            | 第236回（8日） だってしようがないもん!!                                                       | 第237回（15日） 亜美菜誕生日スペシャル                                                                      | 第238回（22日） フリートーク                           | 第239回（29日） フリートーク             |
| 11月                 | 第240回（5日） タングツイスターバスターズ 告白しようず! | 第241回（12日） だってしようがないもん!!                                                      | 第242回（19日） in factオンエア争奪利きいちご                                                               | 第243回（26日） Plastic of Smile アフターパーティー    | -                                        |
| 12月                 | 第244回（3日） キーワードB5（ビンゴ）対決〈前篇〉       | 第245回（10日） キーワードB5（ビンゴ）対決〈後篇〉                                            | 第246回（17日） アイドルマスター シンデレラガールズ 3rd LIVE シンデレラの舞踏会 -Power of Smile- スペシャル | 第247回（24日） フリートーク                           | 第248回（31日） 2015年よにこもを振り返る |

2016年
| 年月 | 1週目                                       | 2週目                                      | 3週目                                                    | 4週目                                      | 5週目                             |
| ---- | ------------------------------------------- | ------------------------------------------ | -------------------------------------------------------- | ------------------------------------------ | --------------------------------- |
| 1月  | 第249回（5日） 倉持明日香と特製スゴロク対決 | 第250回（12日） よにこも冬の大感謝祭       | 第251回（19日） タングツイスターバスターズ 告白しようず! | 第252回（26日） ゲッターズ飯田の占い       | -                                 |
| 2月  | 第253回（2日） 佐藤亜美菜の未来相談室       | 第254回（9日） つくってワクワク            | 第255回（16日） メール祭り                               | 第256回（23日） タングツイスターバスターズ | -                                 |
| 3月  | 第257回（1日） つくってワクワク             | 第258回（8日） 公開収録 アンケート＆ビンゴ | 第259回（15日） トーク公開収録を振り返る                 | 第260回（22日） メール祭り                 | 第261回（29日） 最終回 メール祭り |

## コーナー

### 現在のコーナー

#### 告白しようず!
(BGM: Let It Go〜ありのままで〜)
今まで隠していたり、ごまかしていたり、なかなか伝えられないでいることをリスナーにメールで告白してもらうコーナー。告白する対象やシチュエーションは基本的に自由だが、稀に、次回分として、告白する対象やシチュエーションを指定する場合もある。タイトルの由来は、若者の間で「〜しようず」という言い方が流行していることをファンから教えてもらった亜美菜が、若い年齢のリスナーにも親しみやすいコーナーにして行きたいと思ったこと。第81回（2012年10月16日）の放送では、亜美菜とゲストの石田晴香がお互いに対する告白をする『告白しようず! あみなといっしょ Do it ver.』が行われた。第91回（2012年12月25日）の放送では、3人がMVPに選出された。第251回の放送にて、コーナーの一時休止が発表された。
| MVP     | MVP           | MVP | MVP                      |
| 放送回  | 放送日        | 告白 | ラジオネーム             |
| ------- | ------------- | --- | ------------------------ |
| 第6回   | 2011年5月10日 | 実は俺、新品の本の匂いを充分に嗅いで、読み始めます！                                                              | シグマゴールド           |
| 第9回   | 5月31日       | 実はオレ、亜美菜ちやんをネタにバーテンのお姉さんのメアドをゲットしたゾ。                                          | よしふみ                 |
| 第13回  | 6月28日       | 実は俺、「好きなテレビ番組は？」と聞かれたら「AKBINGO!」って答えてるけど 本当は「タモリ倶楽部」が一番好きなんだ！ | ワルサ―P                 |
| 第16回  | 7月19日       | 実は俺、未だにあみなちやんとともーみの声の区別が付かないんです！                                                  | うーちゃん               |
| 第18回  | 8月2日        | 実は私、いまだにお兄ちゃんとお風呂に入っています！                                                                | ルカ                     |
| 第25回  | 9月20日       | 実は俺、亜美菜推しなのに、夢には指原しか出て来ません！                                                            | きっき                   |
| 第30回  | 10月25日      | 実は俺、 リナと結婚したいんだ！                                                                                   | リナのマム               |
| 第33回  | 11月15日      | 今、彼女と電話中なんだ!                                                                                           | 北海道のよしきちやん     |
| 第35回  | 11月29日      | お母ちゃんの誕生日の日に、Mousaのイベントがあるから実家に帰れないんだ!                                            | たかちゃん本舗           |
| 第43回  | 2012年1月24日 | 2012年に変わる瞬間、彼氏とチューをしてしまいました!                                                               | まなまな                 |
| 第49回  | 3月6日        | 実は私、高校に入って3年間、ブラジャーをしていません!                                                              | うさぎ                   |
| 第53回  | 4月3日        | 実は私、セクシーな部分にホクロがあります!                                                                         | キヤノン                 |
| 第56回  | 4月24日       | 実は俺、彼女に「今まで付き合った人数は6人」って言ってるけど、本当は彼女が初めてなんだ!                            | はんなりボーイ           |
| 第61回  | 5月29日       | 実は俺、30を過ぎてもピーマンが食べれません!                                                                       | みりん                   |
| 第64回  | 6月19日       | 実は俺、体育がある日は勝負パンツです!                                                                             | たろう                   |
| 第66回  | 7月3日        | 実は私、彼氏にないしょで、よく合コンに行っています!                                                               | まーちん                 |
| 第69回  | 7月24日       | 実は俺、土曜日は休日出勤と言っているけど、彼女に束縛されたくないので嘘をついていたんだ!                           | もんじゃ焼き             |
| 第72回  | 8月14日       | 実は俺、AKB48のフライングゲットの歌詞を間違えて覚えてました!                                                      | とんにゅー               |
| 第78回  | 9月25日       | 実は私、元気キャラで売っていますが、実は寂しがり屋で人見知りです!                                                 | ゆうか                   |
| 第87回  | 11月27日      | 実は私、すごい自信がある時の服装に限って、「個性的だね」って言われてしまいます!                                   | メロンソーダ             |
| 第91回  | 12月25日      | 実は俺、クリスマスに「よにこも!」を聴けることがリア充だと信じています!                                            | パーカー五郎             |
| 第91回  | 12月25日      | 実は俺、クリスマスは毎年観覧車に乗って、彼女とチューしてます!                                                     | トゥーシャイシャイボーイ |
| 第91回  | 12月25日      | 実は私、去年のクリスマスに告白して付き合ったから、今年のクリスマスで一周年です!                                   | あや                     |
| 第105回 | 2013年4月2日  | 実は私、めちゃくちゃギャル願望があります!                                                                         | ひなちゅん               |
| 第110回 | 5月7日        | 実は俺、最近までradikoでよにこもが聞けるのを知らなかったです!                                                     | くりおニャンコ           |
| 第116回 | 6月18日       | 実は俺、気になる女の子が間もなく誕生日なんですが、何をプレゼントすればいいのか分からないんです!                   | アメリカン               |
| 第119回 | 7月9日        | 実は俺、みやりちゃんのファンですが、いつの間にかよにこもを聞くようになっていました!                               | 白衣の男子               |
| 第122回 | 7月30日       | 実は俺、この時期になるとにおいがきつい上司がいて、気持ちがブルーになります!                                       | もちろんグリーンピース   |
| 第128回 | 9月10日       | 実は私、なんでそんなに悲しそうなの？と言われます！                                                                | りこ                     |
| 第131回 | 10月1日       | 実は俺、花火大会で彼女の浴衣姿を見て、もっと大好きになりました!                                                   | ローツ                   |
| 第135回 | 10月29日      | 実は俺、合コンに行くと、空回りで終わります!                                                                       | 貝割れリンゴ             |
| 第142回 | 12月17日      | 実は私 今年中に彼氏を作ると言って、まだ彼氏が出来ていません!                                                      | ゆうなん                 |
| 第149回 | 2014年2月4日  | 実は俺、今年の抱負は、よにこもを一緒に聴いてくれる彼女をGETすることです!                                          | よだか                   |
| 第153回 | 3月4日        | 実は俺、亜美菜ちやんのおかげで、あがり症が治りました!                                                             | けんたはうす             |
| 第157回 | 4月1日        | 実は俺、俺の元カノが友達の彼女になっていました!                                                                   | もみのり                 |
| 第162回 | 5月6日        | 実は俺、先日、元カノに会いました!                                                                                 | けんおい                 |
| 第167回 | 6月10日       | | れう                     |
| 第167回 | 6月10日       | ゆみち |                          |
| 第171回 | 7月8日        | 実は俺、どうしてもマヨネーズが卒業できないです!                                                                   | みやっち                 |
| 第175回 | 8月5日        | 実は俺、友達にLINEでブロックされてむかついたから、Twitterではこっちからブロックしてやりました!。                  | すももは桃ではありません |
| 第183回 | 9月30日       | 実は私、滑舌が悪すぎて、思わず「えっ?」と聞かれることがあります!。                                                | かんちゃん               |
| 第187回 | 10月28日      | 実は俺、未だにガラケーです!。                                                                                     | さみしいくま             |
| 第192回 | 12月2日       | 実は私、14歳にもなって、母親に仮面ライダーのベルトをねだっています!                                               | しものたつひさ           |
| 第202回 | 2015年2月10日 | 実は俺、先日振られました!                                                                                         | ジンビーノ               |
| 第208回 | 3月24日       | 実は私、彼氏の家にある彼氏の枕の匂いをスーハーするのが好きです!                                                   | あんず姫                 |
| 第214回 | 5月7日        | 実は私、彼氏がいることを1年半親に言ってません!                                                                    | ゆうめろ                 |
| 第220回 | 6月18日       | 実は俺、男子中学生なのにぬいぐるみと一緒にしか寝れません!                                                         | ねむきち                 |
| 第227回 | 8月6日        | 実は私、まだ1回も亜美菜ちやんに会いに行ったことがないんです!                                                      | あきみんみん             |
| 第235回 | 10月1日       | 実は俺、母親きっかけでよにこもリスナーに復帰しました!                                                             | 壊れた信号機（withママ） |
| 第240回 | 11月5日       | 実は私、右目をプチ整形したことがあります!                                                                         | なつめクリスタル         |
| 第251回 | 2016年1月19日 | - | -                        |

#### タング・ツイスター・バスターズ
リスナーが考えたオリジナルの早口言葉をバスターしていくコーナー。早口言葉はただ難しいだけでなく、その文章のセンスも問われている。第55回（2012年4月17日放送）の特別編で『メール110通中10通』が最優秀早口言葉に選ばれた。第70回（2012年7月31日放送）の放送では、AKBメンバーに関する早口言葉でゲストの増田有華と対決する『タングツイスターバスターズ!シャイニングレボリューションver.』が行われた。
| MVP     | MVP           | MVP                                                                        | MVP                                    |
| 放送回  | 放送日        | 早口言葉                                                                   | ラジオネーム                           |
| ------- | ------------- | -------------------------------------------------------------------------- | -------------------------------------- |
| 第7回   | 2011年5月17日 | よにこもにこにこ、よいこもにこにこ                                         | イチゴジャム                           |
| 第10回  | 6月7日        | メール110通中10通                                                          | 福宮                                   |
| 第15回  | 7月12日       | まゆゆのまゆまるい                                                         | そげキング                             |
| 第22回  | 8月30日       | ちゅうもくちゅうちょちゆうちゆうちゆう                                     | ふぇるとかめ                           |
| 第27回  | 10月4日       | 僕ロドリゲスです!                                                          | ロドリゲス                             |
| 第31回  | 11月1日       | 今日、東京か京都でデート                                                   | モダンタイムズ                         |
| 第34回  | 11月22日      | きたりえ 南へ 行ったきり                                                   | 星ヒューマン                           |
| 第45回  | 2012年2月7日  | 雪に胸キュンゆきりん                                                       | あゆみ                                 |
| 第52回  | 3月27日       | ままたすでなまあみまま                                                     | FRISKY                                 |
| 第60回  | 5月22日       | 吊り革つかまりリツイート                                                   | 星ヒューマン                           |
| 第67回  | 7月10日       | チューするシミュレーション中                                               | 少年は蛍                               |
| 第76回  | 9月11日       | さやか肩かさかさ                                                           | せとやま                               |
| 第85回  | 11月13日      | ともちんと元々友達                                                         | プールの主                             |
| 第94回  | 2013年1月15日 | どこに行くにも、よにこも聞くもの                                           | ともひろ                               |
| 第106回 | 4月9日        | はるきゃんのキャラきゃわたん                                               | プールの主                             |
| 第106回 | 4月9日        | のなめがなめこ狩り                                                         | 花粉症アフロ                           |
| 第111回 | 5月14日       | 生ラムネ舐めたらぶたん                                                     | ガラスの中年                           |
| 第118回 | 7月2日        | チャンネルジャックザックジャパン                                           | 言い訳アンビリーバブル                 |
| 第124回 | 8月13日       | しーちゃんチャーシュー着手                                                 | 餅の食べ方は安倍川餅に限る             |
| 第132回 | 10月8日       | 武豊浴衣で菊花賞優勝                                                       | 棚から亜美菜                           |
| 第138回 | 11月19日      | 飛べ！鍋！飛べって                                                         | クランベリー                           |
| 第146回 | 2014年1月14日 | 初日の出、初見るぜ                                                         | タンディー                             |
| 第152回 | 2月25日       | アルパカ、草ぱくぱく                                                       | 僕んち冷蔵庫                           |
| 第155回 | 3月18日       | 銚子市長の調子どう                                                         | ヒュペリオン                           |
| 第161回 | 4月29日       | 水樹奈々様の生水着、眺めすぎ                                               | ASAI                                   |
| 第164回 | 5月20日       | タイの屋台で焼いた、たい焼き                                               | にこりん                               |
| 第169回 | 6月24日       | 亜美菜のみ、波乗り、真南                                                   | マジシャンの卵のまれすけ               |
| 第172回 | 7月15日       | ちぃちゃん、超チュー上手                                                   | こもみな                               |
| 第176回 | 8月12日       | パパが買ったカッパ、高かった                                               | さみしいくま                           |
| 第184回 | 10月7日       | ドナルドダック、グダグダ                                                   | m@亜美菜党                             |
| 第189回 | 11月11日      | ちょりちゅり ツートップ                                                    | ちょりちゅり ツートップ                |
| 第204回 | 2015年2月24日 | 首相の趣味 シューマイ収集                                                  | ヒュペリオン                           |
| 第211回 | 4月16日       | 晴れたら春服 雨なら冬服                                                    | 新幹線の免許                           |
| 第217回 | 5月28日       | パリジェンヌ全力ジャンプ                                                   | がみ                                   |
| 第223回 | 7月9日        | みんな見な見な 亜美菜が網タイツを編み出した                                | みかん王子                             |
| 第234回 | 9月24日       | 炙りカルビ                                                                 | ゆたか                                 |
| 第240回 | 11月5日       | アブリル、炙りカルビ食べる 勝利の美酒は蒸留酒 釣れたてタラと取れたてレタス | メイナイ ユキノ＠だらりん 新幹線の免許 |
| 第251回 | 2016年1月19日 | ニラレバ今ならいけるかも                                                   | シャープール                           |
| 第256回 | 2月23日       | 病院食暴飲暴食                                                             | トラジャ                               |

#### だってしようがないもん!!
(BGM: ムーンライト伝説)
さまざまなシチュエーションの亜美菜にリスナーが言い訳をするコーナー。要は大喜利。仮タイトルは「言い訳Baby」（「言い訳Maybe」をひねったもの）で、リスナーからのメールにより正式なタイトルとBGMが決定した。第95回（2013年1月22日）と第137回（2013年11月12日）と第213回（2015年4月30日）と第224回（2015年7月16日）と第247回（2015年12月24日・ポッドキャスト）の放送では、MVPは選出されなかった。第232回（2015年9月10日）からはお題を佐藤亜美菜本人が考案し、シチュエーションに加えて設定が発表されるようになった。第247回の放送にて、コーナーの一時休止が発表された。
| MVP      | MVP           | MVP | MVP | MVP                |
| 放送回   | 放送日        | シチュエーション | 言い訳 | ラジオネーム       |
| -------- | ------------- | --- | --- | ------------------ |
| 第14回   | 2011年7月5日  | よにこも！の放送を 聴き逃したとき | あう〜ごめんなさい〜 | ちなつ             |
| 第17回   | 7月26日       | デートの約束を ドタキャンしたとき | あみなちやんごめん！てか、そんなに俺のことが 好きなら、あみなちやんが会いに来いよ！ | タピオカにいヤン   |
| 第23回   | 9月6日        | 亜美菜がメールを送ったのに 返信をしなかったとき | 亜美菜ちゃんごめん！モバメかと思った。 | トミノ             |
| 第28回   | 10月11日      | 個別握手会で別の列に 並んでしまったとき | どこにいっても、峯岸みなみばっかりでわからなくなっちゃった | 鋼鉄トラップ       |
| 第32回   | 11月8日       | 亜美菜ちやんの誕生日を忘れて おめでとうを言わなかったとき                                                                                                 | って言うか、そんなにオレに『おめでとう』って言ってもらいたいわけ？ | ころすけなり!      |
| 第37回   | 12月13日      | 亜美菜ちやん以外の女の子とデートをしているときに 亜美菜ちやんとバッタリ出会ってしまったとき                                                               | でも、亜美菜ちやんは何千人と手をつなぐのに、俺は1人も手つないじゃダメなの？ | 北のカプリコーン   |
| 第44回   | 2012年1月31日 | 2012年、ちょっとしたイメチェンをしたのに気付かなかったとき                                                                                                | てかバカ！気付いてるよ。。。俺だって言うのハズカシイんだよ！ | hatake             |
| 第48回   | 2月28日       | 亜美菜の作ったチョコがまずかったとき | でもやっとダメなとこ見せてくれたね。俺はありのままの亜美菜ちやんが好きだよ。 | よっしー           |
| 第51回   | 3月20日       | 亜美菜が第2ボタンをもらいに来たときに、断るとき | だってお前が第2ボタンをもらったら、俺のこと忘れられなくなるだろ。 | 僕んち冷蔵庫       |
| 第54回   | 4月10日       | 教科書を見せてって言われたときに、断るとき | 弁当食べてるから、もうちょい待って! | 立ちながら寝れる君 |
| 第58回   | 5月8日        | ゴールデンウィーク中の亜美菜の誘いを断るとき | ゴールデンウィーク中は人が多くて、目撃されやすいからちょっと… | もんじゃ焼き       |
| 第62回   | 6月5日        | 亜美菜が「傘の中に入れて」と言ったのを断るとき | あんまり近付き過ぎると、心臓の音が聴こえちゃいそうだからさ。 | 福宮               |
| 第68回   | 7月17日       | 亜美菜が「海に行こうよ」と言ったのを断るとき | めちゃくちゃ筋肉鍛えていて、ビキニ（パンツ）着たいから。 | ぴんくるん         |
| 第74回   | 8月28日       | 亜美菜の実家に誘われたのを断るとき | だって、あみままの方が俺のタイプだからさ。 | りっつ             |
| 第79回   | 10月2日       | 亜美菜の作った手料理を断るとき | だって、亜美菜の手料理、結婚してからの楽しみにしたいからさ。 | よっしー           |
| 第84回   | 11月6日       | 亜美菜の選んだ冬服を断るとき | これ、ガチで値段が高いので、買えないって。 | やすこーん         |
| 第90回   | 12月18日      | クリスマスのデートを断るとき | クリスマスは俺とじゃなくて、大事なあみままと過ごしてほしいから。 | 夏生まれの雪だるま |
| 第95回   | 2013年1月22日 | 亜美菜の振袖姿を断るとき | - | -                  |
| 第97回   | 2月5日        | 亜美菜の作ったチョコレートの受取を断るとき | だって、亜美菜ちやんの手汗で、チョコが溶けてしまっているからさ。 | シングルホット     |
| 第103回  | 3月19日       | 「卒業旅行に一緒に行こう」って言ったのを断るとき | だって俺、枕が変わると寝れなくなる体質なんだ。 | マトリョースケ     |
| 第109回  | 4月30日       | 携帯電話の番号を教えてと言われたのを断るとき | てか、電話なんて必要ないぐらい、これから一緒にいるじゃん。 | プレミアム         |
| 第112回  | 5月21日       | 「思い出せる君たちへ」に来てと誘われたのを断るとき | だって、私はもう亜美菜ちやんの魅力を知ってるから、まだ知らない人に知ってほしいんだもん。 | AMsugar            |
| 第117回  | 6月25日       | 握手会で亜美菜と握手をするのを断るとき | 亜美菜ちやんの困っている顔が好きで、つい。 | ロッピー           |
| 第121回  | 7月23日       | 亜美菜と一緒にテスト勉強をするのを断るとき | 2人で勉強しても、教えてくれる人いないじゃん。 | スパイラル         |
| 第125回  | 8月20日       | 観覧車に一緒に乗ろうって言われたのを断るとき | だって「思い出作り」なんて言われたら、もう俺たちの関係が最後みたいじゃん。 | さわやかドリア     |
| 第130回  | 9月24日       | 「今度こそエクスタシー」のMVを観ていない時の言い訳 | 曲の雰囲気を、MVの雰囲気に縛られたくないからさ。 | えりぴょん         |
| 第133回  | 10月15日      | 亜美菜の誕生日を忘れていた時の言い訳 | だって「WORLD」に集中して欲しかったもん。 | 割れ物注意         |
| 第137回  | 11月12日      | 亜美菜の公演で寝てしまった時の言い訳 | - | -                  |
| 第140回  | 12月3日       | 「よにこも!」を聴かないで「ナイスみやり」だけを聴いてしまった時の言い訳                                                                                   | ナイスみやりは、ポッドキャストで、配信していないんだもん! | おみ               |
| 第148回  | 2014年1月28日 | 亜美菜に初詣に一緒に行こうと言われて、断る時の言い訳 | 亜美菜ちやんに初詣に誘われちゃったから、俺、これ以上神様にお願いすることないんだもん! | がみ               |
| 第150回  | 2月11日       | 亜美菜に鬼の役をやってと言われて、断る時の言い訳 | 亜美菜ちやん、豆の代わりにエアガンで撃ってくるんだもん! | はりきり           |
| 第154回  | 3月11日       | 亜美菜が引越し先を教えてと言った時に、断る言い訳 | 俺の部屋は亜美菜ちやんグッズがいっぱいだからさ、見たら、きっと引くだろ! | よねさん           |
| 第159回  | 4月15日       | 亜美菜が「一緒にお花見に行こう!」って誘った時に、断る言い訳                                                                                               | 亜美菜ちやん、お酒を飲んだらすぐ寝ちゃうんだもん! | かぐや姫           |
| 第163回  | 5月13日       | ゴールデンウィークに亜美菜が「久しぶりに会いに行っていい?」と言った時に、断る言い訳                                                                       | ゴールデンウィークは飛行機とか高くなっちゃうから、その分、舞台とか観た方が、亜美菜ちやんのためになると思って…                                                                                   | 木彫りのシャケ     |
| 第168回  | 6月17日       | 「亜美菜のテレフォンショッキング」を断る言い訳 | 突然の電話でしどろもどろになるところが、ぐぐたす・Twitterなどで取り上げられるのが恥ずかしいから…                                                                                                | シンバル           |
| 第173回  | 7月22日       | 亜美菜が水着を選ぶのを断る言い訳 | だって俺、ヌーディストビーチしか行かないので、水着いらないんだ! | TBYK               |
| 第177回  | 8月19日       | 亜美菜が「エビ中のライブ行こう!」という誘いを断る言い訳                                                                                                   | だって俺、ひなたにガチ恋してしちゃってるから! | かめっちょ         |
| 第181回  | 9月16日       | 亜美菜の会いたい誘いを断る言い訳 | だって俺、ママと一緒だから! |                    |
| 第185回  | 10月14日      | 亜美菜とじゃんけん大会を一緒に観に行こうと言ったのを断る言い訳                                                                                            | だって俺、じゃんけんするときに、毎回「おーー!」って声を出すの、疲れるんだもん! | 木彫りのシャケ     |
| 第188回  | 11月4日       | 亜美菜が欲しいと言った誕生日プレゼントではなく、まったく違うプレゼントを送ってしまった言い訳                                                              | だって俺、中3が24歳相手に何をプレゼントしていいのか分からなかったから! | 名無しのモアイ     |
| 第194回  | 12月16日      | 亜美菜が一緒に美術館に行こうって誘った時に断る言い訳 | 美術館にある芸術品よりも、もっといい物見せてあげるから、とりあえず俺の家へ行こうぜ! | ヘッドライナー     |
| 第194回  | 12月16日      | 亜美菜が一緒に美術館に行こうって誘った時に断る言い訳 | だって私、美大生だから、美術館行ったら普通の人の2倍、3倍見るのに時間かかっちゃって、亜美菜ちやんのこと、きっと待たせちゃうもん!                                                                 | まりり             |
| 第199回  | 2015年1月20日 | 亜美菜がお年玉あげると言ったのに断る言い訳 | 念願の声優の仕事で手に入れたお金を俺がもらうことはできない!自分で使ってくれ！ | からあげクラブ     |
| 第205回  | 3月3日        | なまこもだと気づかなかった時の言い訳 | だって友達と聴いてて亜美菜ちやんの良さを伝えるのに必死だったんだもん | エージェントS      |
| 第205回  | 3月3日        | なまこもだと気づかなかった時の言い訳 | だってアイマスがきっかけで番組を聴き始めた初心者リスナーなんだもん | 凸レーション       |
| 第213回  | 4月30日       | よにこもを聴き逃した時の言い訳 | - | -                  |
| 第218回  | 6月4日        | 亜美菜が本読み（台本読み）の相手をお願いしたのに断る言い訳                                                                                                | だってこの台本赤ペンでの書き込みがありすぎて読めないんだもん!でもその分亜美菜ちやんの本気が伝わってくる                                                                                         | ヨシタク           |
| 第224回  | 7月16日       | よにこもの放送時間が変わったことに気付かなかった時の言い訳                                                                                                | - | -                  |
| 第232回  | 9月10日       | 亜美菜とのデート当日、寝坊して遅刻してしまった時のキュンとくる言い訳                                                                                      | 亜美菜ちやんごめん、でも怒ってる亜美菜ちやん可愛いね | まこちゃんプリント |
| 第236回  | 10月8日       | 亜美菜がお化粧をしている時、「可愛くなったね」とあなたが言い、「じゃあすっぴんはダメってこと？」とキレた時の言い訳                                        | すっぴんももちろん可愛いよ、でも化粧してよそゆきのオシャレした姿見て贔屓目なしに可愛いなって思ったの すっぴんももちろん可愛いよ、でもその化粧、その服と髪型に合ってるからそのセンスを褒めてるの | チコリータ         |
| 第241回  | 11月12日      | 亜美菜が、洗濯物を脱ぎ散らかす癖をなかなか直せない彼に 何度言ったら出来るようになるの？と怒った時の言い訳                                                 | ごめん亜美菜、この癖はたぶん直らないから俺もっとお金を稼ぐよ 稼ぎまくって家事代行の業者を頼んで亜美菜を楽にするのが俺の恩返し                                                                   | 新幹線の免許       |
| 第247回! | 12月24日      | クリスマスの予定があるにも関わらず、男友達からの誘いを断らずに行くことを決めてしまった彼に、 亜美菜が「亜美菜と友達どっちが大事なの？」と怒った時の言い訳 | - | -                  |

#### つくってワクワク
佐藤亜美菜発案の新コーナー。公開収録の際などに展示することを目的とした美術作品を作っていくコーナー。作って欲しいもののアイディアはリスナーからも募集する。第254回（2016年2月9日）の放送より始動。

#### あみなと告知。
番組のエンディングに佐藤亜美菜に関する最新の情報を告知するためのコーナー。
告知する情報が少ない場合に自身の好きなものを告知することもある。

### 終了したコーナー
今日のタイトル
公式ブログ「あみなといっしよ。」で佐藤が毎回その時の気分でタイトルを付けていることから、同様のことをこの番組でも試みた企画であったが、第2回以降、面白くないという理由でタイトル付けを拒んでいた佐藤と、それでも台本に載せ続けるディレクターとの意地の対決になり、佐藤も気まぐれでタイトルを付けた回もあったが、第6回の放送より台本から除かれた。

### 緊急特別企画
じこしょ48
亜美菜が48秒間で自己紹介をする企画。
スタッフへ逆アンケート
通常とは逆に、亜美菜からスタッフにアンケートを行う企画。
伝わりにくいラジオ
音声のみでは伝わりにくいような作業を、あえてラジオで行うコーナー。文化放送の「レコメン!」の影響で、亜美菜が放送開始当初からやりたがっていた。初回は、番組プレゼント用のプラ板作成（放送第12回）。
ケンショウWikiペディア
第19回・第50回で実施。本記事を番組中に実際に読み、その内容を検証するコーナー。
フライングBOX
AKB48の楽曲『フライングゲット』に関するメッセージの入った箱の中から、無作為に選んだメッセージにアドリブで回答する企画。
AKB48 サイコロ大会
『AKB48 24th シングル選抜じゃんけん大会』と同じトーナメント表を使い、亜美菜とディレクターでサイコロを振って出た目の大小で勝敗を決め、最終的に一位から八位までの順位を決定し、その結果を公式ガイドブックのプレゼント企画（順位予想）に応募する企画。
ザ・亜美菜ベストファイブ!
2011年の亜美菜にとっての重大ニュースをベスト5形式で発表する企画。2012年12月4日放送分では、この企画の2012年版である「ザ・亜美菜ベストファイブ! 2012」が、2013年12月24日放送分では2013年版である「ザ・亜美菜ベストファイブ! 2013」がそれぞれ放送された。
DJ AMINA のクリスマスソング特集
亜美菜がFMラジオのDJのような雰囲気で、クリスマスソングを放送する企画。オンエア曲目は以下の通り。
| 1曲目                           | 2曲目                                   | 3曲目                                              | 4曲目                            | 5曲目                            |
| ------------------------------- | --------------------------------------- | -------------------------------------------------- | -------------------------------- | -------------------------------- |
| すてきなホリデイ （竹内まりや） | クリスマスキャロルの頃には （稲垣潤一） | A winter fairy is melting a snowman （木村カエラ） | いつかのメリークリスマス （B'z） | Another Christmas （KinKi Kids） |

よにトーク!
2011年の番組での出来事の中から五つの話題をピックアップしてのトーク。
亜美菜の部屋
スタジオにゲストを招いてのトークコーナー。
AKB48 逆再生イントロ・ドン!
AKB48の楽曲を逆再生で流し、何の曲か当てるコーナー。
3年C組亜美菜先生
番組に寄せられたリスナーから亜美菜へのお悩みメールをボックスの中から引いて、即興で答えるコーナー。
梅雨を吹き飛ばせ!メッセージ祭り
リスナーの『おたより』を時間の許す限り紹介するコーナー。
佐藤亜美菜を褒めちぎれ!
リスナーから届いた亜美菜を褒めちぎるメールを紹介する企画。
じゃんけん大会で負けた、亜美菜の言い訳は?
『AKB48 29thシングル選抜じゃんけん大会』でじゃんけん選抜入りを逃した亜美菜の言い訳を、リスナーに考えてもらう企画。
どっちの勝利ショー
第3回公開収録ゲストの石田晴香と亜美菜が、様々の設問でどっちが勝利しそうか公開収録当選者へ事前アンケートし、その結果を発表する企画。
チームBの思い出
第82回放送日（2012年10月23日）前日に千秋楽を迎えたチームBへの思い出をリスナーから募集し、そのメッセージを紹介する企画。
2012年あなたのベストワン
リスナーの2012年のベストワンな出来事や思い出を募集し、紹介する企画。
2013年 亜美菜 これ、やります!!
2013年に亜美菜がやることをリスナーから募集し、紹介する企画。
よにカラ
亜美菜がカラオケで歌うロケ企画。
| 演奏曲リスト       | 演奏曲リスト                 | 演奏曲リスト               | 演奏曲リスト                       |
| 放送回             | 1曲目                        | 2曲目                      | 3曲目                              |
| ------------------ | ---------------------------- | -------------------------- | ---------------------------------- |
| 第113回（5月28日） | 輪舞-revolution （奥井雅美） | ヴァージニティー （NMB48） | Black Cherry （Acid Black Cherry） |
| 第114回（6月4日）  | 希望について （NO NAME）     | 言い訳Maybe                | -                                  |

じゃんけん武者修行
亜美菜が東京タワーに訪れている観光客とじゃんけんをして、「3連勝するまで帰れない」ロケ企画。
今度こそ〇〇
亜美菜のセンター曲「今度こそエクスタシー」の「エクスタシー」の部分を他の語に変えた曲名を募集する企画。
亜美菜のテレフォンショッキング
番組へ届いたメールの中から、リスナーの電話番号が書いてあるメールを選び、そこへ突然電話をかける企画。
サッカークイズ
亜美菜がサッカーワールドカップ・ブラジル大会に関するクイズに答える企画。
亜美菜の劇場公演観覧記
AKB48グループの大組閣後、チームK、SKE48・チームE、チーム4の各劇場公演を観に行った亜美菜が、それぞれの公演の感想を話す企画。
亜美菜未来日記8月Ver
亜美菜が2014年8月にやりたいことをベスト3形式で発表する企画。2014年7月29日放送分で未来日記の発表が行われ、同年9月9日放送分でそれに対する結果発表が行われた。
あなたの周りの○○男子・○○女子
「ガラケー男子は恋愛対象外」というネットのニュースを聞いて「○○男子・○○女子」というカテゴライズが気になり募集することになった企画。
2014年亜美菜の懺悔
亜美菜が2014年を振り返ってみて「やってしまったなぁ」ということを告白して素直に反省しようという企画。
メリークリスマス直前!メリーな年賀状をあなたに!
リスナーに勝手に年賀状を書いて送りつけるという企画。
リスナーの懺悔
番組へ届いたメールの中から、リスナーの電話番号が書いてあるメールを選び、リスナーに電話で懺悔をしてもらう企画。
よにこもスタッフ座談会
番組スタッフであるプロデューサーと作家をゲストに迎えて座談会を行った。
よにこも男子リスナーと緊急ホワイトデー座談会〜ハニートーストをつつきながら〜
番組にホワイトデーのデートプランを送ってくれた男子リスナーの中から、抽選で選ばれた3人と番組初の男子会が行われた。
課外ラジオ ようこそお友達
亜美菜の学生時代の同級生を番組にゲストで呼ぶという亜美菜発案の企画。
プロジェクトT 〜シャツを売る者たち〜
次期の改変で終了する番組の候補に挙げられているという危機を救うため、番組オリジナルTシャツを作り、リスナーへ販売する企画。
ラフ案を亜美菜が考え、実際のデザインを亜美菜が好きなデザイナーである「あわたプロ」へ協力し行った。

## 番組プレゼント
第12回の放送（2011年6月21日）では、毎回の放送で選ばれたMVPに贈る番組グッズが発表された。グッズは佐藤が手作りした、番組タイトルと局ロゴ、シリアルナンバー入りのプラ板キーホルダー。ナンバーを打つのはインターネットオークションに出品したり贋物を作ったり出来ないようにするため。「ネットオークションに出したりしたら怒りますから」と発言しており、何番が誰に贈られたのか番組側で確認出来るようになっているらしい。ナンバー“000”を打った試作品も存在し、それは番組初代プロデューサーの「メタボP」にプレゼントされたと、公式ブログでほのめかされていた。
プラ板には、佐藤の親友の飼い猫の「にんた」や、番組オリジナルキャラクターの「耳が三つになっているウサギ」などが描かれている。
第47回（2012年2月21日放送）での『AKB48 逆再生イントロ・ドン!』で勝利した小林香菜にもプラ板が贈られることになっているが、それはまだ小林の手には渡っておらず、製作もされていないことが第50回の放送（2012年3月13日）で判明した。
7月25日の公開収録『AKB48佐藤亜美菜のこの世に小文字はいりません! in サンシャイン60展望台』では、抽選で1名に公開収録限定のプラ板がプレゼントされた。その様子は第70回（2012年7月31日放送）の公開収録の内容の放送回ではオンエアされなかったが、後日、当選者からのメールが番組に届いた。
2015年4月のパワーアップウィークでリスナーへのプレゼント企画を行った。リスナーからのメール応募で何を貰っても絶対に文句を言わないと思った人を選び、そのリスナーのために佐藤がプレゼントを買ってくるというもの。父の日に娘からプレゼントを貰えなかったという父親リスナーのために、爪切りと耳かきのセットをプレゼントした。

## よにこも!ぽーず
第4回の放送（2011年4月26日）ではリスナーからの提案で、番組オリジナルの『よにこも!ぽーず』が佐藤によって考えられた。両手でハートマークを作ったあとで人差し指だけ離して「×」を作り、それを口に当ててミッフィーの様にするポーズであり、番組の公式ブログにはその画像がアップされている（「×」を作る様子は出ていない）。
よにこも!ポーズを取っているプリクラや絵、写真などを番組に送ると喜ばれる。また、似顔絵も紹介され、佐藤は似ていると評価した。
前方向に倒し気味にポーズを作ると、ハートの形が分かりづらくなってしまうため、ハートの下の親指の部分を少し前につき出す様にすると良い、と佐藤は第7回でアドバイスをしている。

## よにこも!ファミリー
第25回より、番組で認められたリスナーは『よにこも！ファミリー』入りを果たしている。
| リスト | リスト             | リスト       |
| 認定回 | ラジオネーム       | 備考         |
| ------ | ------------------ | ------------ |
| 第25回 | おいも             | -            |
| 第25回 | かんにゃ           | -            |
| 第32回 | ころすけなり！     | -            |
| 第33回 | ふじいちやん       | -            |
| 第37回 | おにおにパーセント | -            |
| 第55回 | 福宮               | 永久欠番No.1 |

## 主な出来事

### 2011年
- 4月5日の放送（第1回）は、番組タイトルが決まっていなかったため『佐藤亜美菜のラジオ（仮）』として放送された。そこでは2000を越えるタイトル案の中から亜美菜が正式な番組タイトルとして『この世に小文字はいりません!』を選び出す様子がオンエアされた。ちなみに同タイトル以外の案としては「あーみなさん、ごいっしよに」や「あみなてらぴい」、「あみなとカルパッチョ」、「佐藤亜美菜のオールナイトニッポン」などがあった。
- 4月12日の放送（第2回）で亜美菜は、リスナーからの「ブログのタイトルを決めてもらいたい」との要望に応えて、『ずんだもちってしょっぱいの？』というタイトルを名付けた。
- 5月17日の放送（第7回）では、タングツイスターバスターズのコーナー宛てに、同じ局であるアール・エフ・ラジオ日本で放送中の『菊地亜美の1ami9』から、早口言葉のメールが届いた。
- 6月14日の放送（第11回）は、総選挙後の初の放送でさらにパワーアップウィークであったということで、冒頭では総選挙での亜美菜の演説部分が放送され、前半は総選挙の感想およびファンへの感謝を述べる時間にあてられた。また後半ではサプライズで亜美菜が以前から憧れていた水樹奈々からの応援メッセージが放送された。
- 6月21日の放送（第12回）で亜美菜は、ファンの飼い猫に『おちやづけ』と名付けた。しかし後の放送 (第32回) で、結局その猫には『ハル』という名前が与えられたことが判明した。
- 7月19日の放送（第16回）では『告白しようず!』に来た“ブログで小文字使ってる、看板に偽りありだ”というメールが癪に触り、当該リスナーに「ラジオネーム変えて来ない限り二度と読まないからね！」と宣言。その後、第19回の放送では、ラジオネームを変えずに送った当該リスナーからのメールをボツにした（「よにこも」初の出入り禁止処分）。第26回の放送で、別のリスナーを通じて処分解除の嘆願をして来た為、「他の人を出汁にしようなんて虫が良過ぎ」と継続を宣言。なお、番組に採用するか否かに関係なく全ての投稿に目を通しているという。
- 9月13日の放送（第24回）では、『AKB48 24th シングル選抜じゃんけん大会』の開催一週間前ということで、『AKB48 サイコロ大会』と称しサイコロを用いた順位予想を行った。
- 10月4日の放送（第27回）では、ミュージカル『BLUES IN THE NIGHT』初日公演後の楽屋から、番組初のロケを行った。
- 10月4日の放送（第27回）で、『ゆっぱい』（増田有華の別称）がNGワードに指定された。
- 10月18日の放送（第29回）では、スタッフから亜美菜へサプライズでバースデーケーキがプレゼントされた。

### 2012年
- 1月3日の放送（第40回）では、亜美菜の新年の目標『素直に生きる』の書き初めが行われ、その色紙は1名のリスナーへとプレゼントされた。

- 1月31日に、番組初の公開収録『1422ラジオ日本 AKB48佐藤亜美菜のこの世に小文字はいりません 公開収録 In 東京タワー』が、東京タワー大展望台1階の「Club333 特設ステージ」で行われた（ゲスト：小林香菜）。この公開収録は、大展望台入場者ならだれでも見られる自由観覧制であった。2012年2月14日・21日に放送。

- 5月15日の放送（第59回）では、亜美菜が手作り肉じゃがを持参し、スタッフより「おいしい」との評価を得たため、料理企画の続行が決定した。

- 6月12日の放送（第63回）は総選挙SPで、亜美菜が当時所属していたアトリエ・ダンカンの事務所で収録が行われた。そこでは総選挙に関してファンへの感謝の気持ち、感想、次年度の目標が語られた。

- 7月25日に、番組2回目の公開収録『AKB48佐藤亜美菜のこの世に小文字はいりません! in サンシャイン60展望台』がサンシャイン60の「サンシャイン60展望台」で行われた。今回の公開収録は事前応募制で、リスナー400名が参加した（ゲスト：増田有華）[41]。2012年7月31日放送。

- 8月21日の放送（第73回）は、ラジオ日本パワーアップウィーク（聴取率週間）中ということもあり、番組初の生放送を実施した[42]。番組内では「佐藤亜美菜を褒めちぎれ!」をテーマにメールを募集したところ、リスナーから沢山のメールが届き、メールサーバがパンク状態となった。因みに、このメールテーマでのMVPは「ブログの写真よりも綺麗になっているジャン!」（ラジオネーム：さかな）だった。

- 9月18日の放送（第77回）は、2回目の生放送を実施した。この日に日本武道館で行われた『AKB48 29thシングル選抜じゃんけん大会』で亜美菜がじゃんけん選抜入りを逃したため、この日のメールテーマは「じゃんけん大会で負けた、亜美菜の言い訳は?」であった。また、番組エンディングで10月10日にサンシャイン水族館で3回目の公開収録が行われることが発表となった。

- 10月9日の放送（第80回）では、番組収録日時点で放送日翌日に行われる3回目の公開収録の内容が殆ど決まっていなかったため、亜美菜が公開収録でやってみたいことを話した。また、生放送される「よにこも」の愛称を「なまこも」とすることが、亜美菜の独断で決定された。

- 10月10日に、番組3度目の公開収録『AKB48佐藤亜美菜のこの世に小文字はいりません! ＠ サンシャイン水族館』がサンシャイン水族館の「マリンガーデン・パフォーマンスステージ」で行われた（ゲスト：石田晴香）。今回の公開収録は事前応募制であったが、応募に当選しなかった方も同水族館に入場すると、立ち見という形で観覧ができた。当日は2012年10月16日（第81回放送日）が22歳の誕生日であった亜美菜に対するサプライズ企画が行われた[43]。2012年10月16日・10月23日放送。

- 10月23日の放送（第82回）は、3回目の生放送を実施した。番組前半は前週放送の公開収録の未放送分（どっちの勝利ショー）のダイジェスト版を放送し、番組後半は前日（10月22日）に千秋楽を迎えたチームBへの思い出をリスナーから募集し、そのメッセージを紹介した。

- 12月11日の放送（第89回）は、4回目の生放送を実施した。企画は「2012年あなたのベストワン」。ラジオ日本パワーアップウィーク中ということで、MVPを獲得したリスナーには、通常のプラ板に加えて、亜美菜と番組からお歳暮がプレゼントされた。因みに、MVPは「NO NAME で亜美菜ちやんユニットメジャーデビュー」（ラジオネーム：3の指が出来ない）。放送中に千葉県で震度2の地震が起きるハプニングがあったが、つつがなく進行された。

### 2013年
- 1月8日の放送（第93回）は、5回目の生放送を実施した。企画は「2013年 亜美菜 これ、やります!!」で、MVPは「口だけクソ野郎からの脱却」（ラジオネーム：べえ丸）。番組エンディングでは、重大発表として、「よにこも女子会」の開催決定が発表された[44]。
- 1月29日の放送（第96回）では、『AKB48 CAFE&SHOP AKIHABARA』のプライベートルームにて、番組初の女子会が行われた。
- 2月19日の放送（第99回）は、6回目の生放送で、第100回用のメールテーマの募集が行われた。MVPには3人が選ばれ、その内の1人の案が実際に第100回のメールテーマに採用されることが発表された。
- 2月26日の放送（第100回）は、7回目の生放送で、メールテーマには第99回で募集されたものの中から「亜美菜ちやんに言わせたい言葉」（ラジオネーム：猿もまゆゆにフラれるきー）が採用された。MVPは「あした寝坊しても、わたしのせいにしないでよね」（ラジオネーム：ぼうそうかかし）で、この言葉を元にしたジングルが後日製作されることが発表された。ちなみに、放送を聴いていた仲谷明香や亜美菜の母親からのテーマメールも読まれた。またこの回では、過去のゲストからのメッセージがジングルとして放送された。
- 4月19日の放送（第107回）は8回目の生放送で、リスナーとの生電話が初めて行われ、プラ板もそのリスナーに贈られた。
- 6月11日の放送（第115回）は9回目の生放送で、総選挙開票イベントから3日後で、本人曰くプレッシャーがあったらしく、もし圏外だったら「その生放送どうしょう。」と思っていた[45]。生放送中に大号泣した。
- 8月27日の放送（第126回）は10回目の生放送で、コーナー「今度こそ〇〇」が行われた。MVPは「今度こそほんとに保健室」（ラジオネーム：やまぐぅ）。
- 10月22日の放送（第134回）は11回目の生放送で、「亜美菜ちゃん!23歳おめでとう!」をテーマにメールが募集されるとともに、次番組「SUPER☆GiRLS宮崎理奈のナイスみやり!」のパーソナリティのSUPER☆GiRLSの宮崎理奈がゲスト出演した。また、視聴者プレゼントとしてそれぞれの番組のコラボレーションプラ板が1枚ずつ用意された。
- 12月24日の放送（第143回）は放送収録後の12月22日にAKB48卒業を発表した亜美菜が番組冒頭に電話出演して、卒業発表について話した。

### 2014年
- 1月21日の放送（第147回）は12回目の生放送。AKB48劇場での卒業公演後だったため、曲明け後に前置していた「AKB48・大島チームKの―」がなくなり「佐藤亜美菜です」だけになる。
- 1月28日の放送（第148回）以降は、番組名が「佐藤亜美菜の「この世に小文字はいりません!」」となった。
- 6月3日の放送（第166回）では、AKB48卒業後の亜美菜の推しメンが大森美優（チーム4）であることが発表された。
- 12月30日の放送（第196回）では、「リスナーの生懺悔」というテーマでリスナーとの生電話が行われた。放送後半にはあみママ（亜美菜の母親）が電話出演した。

### 2015年
- 1月6日の放送（第197回）は13回目の生放送であったが、生放送であることを告知せずに開始し、リスナーに気付かれることがないまま最後に明かされた。
- 1月27日の放送（第200回）では番組プロデューサー（3代目）と作家がゲストとして登場し、座談会が行われた。
- 3月10日の放送（第206回）では番組にホワイトデーのデートプランを送ってくれた男子リスナーの中から抽選で選ばれた3人と番組初の男子会が行われた。
- 4月2日の放送（第209回）から5年目に突入し、放送時間が木曜深夜26時30分〜27時に移動した。
- 8月27日の放送（第230回）では、1月6日の放送とは逆に、生放送風の収録放送を行った。放送中に募集していたメールも事前にスタッフやラジオ日本の警備員から仕込むなど手の込んだ内容だった。
- 11月5日の放送（第240回）では、番組史上初めて1回のオンエアで2つのレギュラーコーナー（タングツイスターバスターズ・告白しようず）を行った。
- 11月26日の放送（第243回）終了後から番組オリジナルTシャツの販売が開始されたが、アクセス集中によりラジオ日本ショップのサーバーがパンクする事態が起こった。復旧後も勢いは衰えず、翌朝を迎える前に先着400枚すべて完売した。
- 12月24日の放送（第247回）では、第208回目までの放送時間（火曜日23時30分〜24時）に戻ること、2012年7月から12月まで番組スポンサーであったサンシャインシティが再びスポンサーとなることが発表された。

### 2016年
- 1月5日の放送（第249回）はAKB48時代の同期メンバー・倉持明日香が登場し、事務所移籍後初めてAKBメンバー・卒業生との共演が実現した。2014年8月にゲッターズ飯田がゲスト出演した際の「来年（2015年）の年末から2016年の年始にかけてAKBと仕事をする機会がある」という占いが現実のものとなった。
- 3月4日に、番組4度目の公開収録『サンシャインシティpresents 「佐藤亜美菜のこの世に小文字はいりません！」公開収録』がサンシャイン水族館の「ラグーン水槽前」で行われ、2016年3月8日・3月15日の2週にわたって放送された。今回の公開収録は閉館後の貸切イベントとして行われ、事前応募制で当選した360名が3部入れ替え制により観覧できた[46]。

## 音楽

### オンエア楽曲
アーティスト名の表記されていないものはAKB48の楽曲。
| 2011年（4月〜12月） | 2011年（4月〜12月）                                 | 2011年（4月〜12月）                                                |
| 放送回              | 1曲目                                               | 2曲目                                                              |
| ------------------- | --------------------------------------------------- | ------------------------------------------------------------------ |
| 第1回（4月5日）     | キャンディー                                        | 誰かのために -What can I do for someone?-                          |
| 第2回（4月12日）    | ロマンス、イラネ                                    | 初日                                                               |
| 第3回（4月19日）    | 君のことが好きだから                                | To be continued.                                                   |
| 第4回（4月26日）    | 拳の正義                                            | ツンデレ!                                                          |
| 第5回（5月3日）     | 泣ける場所                                          | DRAGONIA （水樹奈々）                                              |
| 第6回（5月10日）    | いびつな真珠                                        | プラチナ （坂本真綾）                                              |
| 第7回（5月17日）    | 小池                                                | チュッ! 夏パ〜ティ （三人祭）                                      |
| 第8回（5月24日）    | 10年桜                                              | 月蝕グランギニョル （ALI PROJECT）                                 |
| 第9回（5月31日）    | 人の力                                              | 人魚のバカンス                                                     |
| 第10回（6月7日）    | オネストマン                                        | Misty （KinKi Kids）                                               |
| 第11回（6月14日）   | アリガトウ                                          | POP MASTER （水樹奈々）                                            |
| 第12回（6月21日）   | 恋愛サーカス                                        | アナタノオト （ランカ・リー）                                      |
| 第13回（6月28日）   | HANABI （いきものがかり）                           | 100メートルコンビニ                                                |
| 第14回（7月5日）    | POISON CENTRAL （DREAMS COME TRUE）                 | 彼女になれますか?                                                  |
| 第15回（7月12日）   | 街はいつも雨のよう （ふくろうず）                   | 恋のお縄                                                           |
| 第16回（7月19日）   | 嵐の夜には                                          | 涙の海で抱かれたい 〜SEA OF LOVE〜 （サザンオールスターズ）        |
| 第17回（7月26日）   | フライングゲット                                    | 明日は明日の君が生まれる （Chocolove from AKB48）                  |
| 第18回（8月2日）    | 大声ダイヤモンド                                    | Kissからはじまるミステリー （KinKi Kids）                          |
| 第19回（8月9日）    | パレオはエメラルド （SKE48）                        | 恋愛禁止条例                                                       |
| 第20回（8月16日）   | Cry （DiVA）                                        | 野菜シスターズ                                                     |
| 第21回（8月23日）   | フライングゲット                                    | 抱きしめちゃいけない                                               |
| 第22回（8月30日）   | Os-宇宙人 （エリオをかまってちゃん）                | 霞ゆく空背にして （Janne Da Arc）                                  |
| 第23回（9月6日）    | みなさんもご一緒に                                  | 好き 好き 好き                                                     |
| 第24回（9月13日）   | ultra soul （B'z）                                  | 十字架YOU and I （Base Ball Bear）                                 |
| 第25回（9月20日）   | 花と散れ！                                          | -                                                                  |
| 第26回（9月27日）   | チャンスの順番                                      | -                                                                  |
| 第27回（10月4日）   | 風は吹いている                                      | 盗まれた唇                                                         |
| 第28回（10月11日）  | 涙ごはん （柴田淳）                                 | Happy Happy Greeting （KinKi Kids）                                |
| 第29回（10月18日）  | ナイト ドライブ （堂本剛）                          | -                                                                  |
| 第30回（10月25日）  | ゴンドラリフト                                      | わがままロミオ （Waive）                                           |
| 第31回（11月1日）   | オキドキ （SKE48）                                  | Highway chance （YUI）                                             |
| 第32回（11月8日）   | コタツから眺める世界地図 （エリオをかまってちゃん） | Welcome To My FanClub's Night! （シェリル・ノーム starring May'n） |
| 第33回（11月15日）  | ダルイカンジ                                        | DISCOTHEQUE （水樹奈々）                                           |
| 第34回（11月22日）  | 上からマリコ                                        | -                                                                  |
| 第35回（11月29日）  | 呼び捨てファンタジー                                | ラブ・ジャンプ                                                     |
| 第36回（12月6日）   | I'm your man （2PM）                                | 初日                                                               |
| 第37回（12月13日）  | 警告 （椎名林檎）                                   | -                                                                  |
| 第38回（12月20日）  | DJ AMINA のクリスマスソング特集                     | DJ AMINA のクリスマスソング特集                                    |
| 第39回（12月27日）  | キャンディー                                        | フライングゲット                                                   |

| 2012年（1月〜12月） | 2012年（1月〜12月）                      | 2012年（1月〜12月）                       |
| 放送回              | 1曲目                                    | 2曲目                                     |
| ------------------- | ---------------------------------------- | ----------------------------------------- |
| 第40回（1月3日）    | Happy Happy Greeting （KinKi Kids）      | Rolling star （YUI）                      |
| 第41回（1月10日）   | ラブ・ストーリーは突然に （小田和正）    | サクラ咲ケ （嵐）                         |
| 第42回（1月17日）   | 呼び捨てファンタジー                     | Dancing in the velvet moon （水樹奈々）   |
| 第43回（1月24日）   | 愛のストリッパー                         | アップ （シャナイア・トゥエイン）         |
| 第44回（1月31日）   | OASIS （Janne Da Arc）                   | -                                         |
| 第45回（2月7日）    | GIVE ME FIVE!                            | 胡桃とダイアローグ                        |
| 第46回（2月14日）   | シアターの女神                           | -                                         |
| 第47回（2月21日）   | 羊飼いの旅                               | -                                         |
| 第48回（2月28日）   | 月光シンフォニア （AKINO with bless4）   | オネストマン                              |
| 第49回（3月6日）    | 空も飛べるはず （スピッツ）              | 桜の花びらたち2008                        |
| 第50回（3月13日）   | 風は吹いている                           | traveling （宇多田ヒカル）                |
| 第51回（3月20日）   | みなさんもご一緒に                       | -                                         |
| 第52回（3月27日）   | フライングゲット                         | 好き 好き 好き                            |
| 第53回（4月3日）    | GIVE ME FIVE!                            | 大声ダイヤモンド                          |
| 第54回（4月10日）   | 僕の太陽                                 | -                                         |
| 第55回（4月17日）   | 以心電信 （ORANGE RANGE）                | 夢の鐘                                    |
| 第56回（4月24日）   | 上からマリコ                             | ゼロサム太陽                              |
| 第57回（5月1日）    | Still （Flower）                         | 遠距離ポスター                            |
| 第58回（5月8日）    | 親知らず （チャットモンチー）            | 恋のPLAN                                  |
| 第59回（5月15日）   | 真夏のSounds good !                      | 映日紅の花 （椎名林檎）                   |
| 第60回（5月22日）   | short hair （Base Ball Bear）            | -                                         |
| 第61回（5月29日）   | 3つの涙                                  | 好き 好き 好き                            |
| 第62回（6月5日）    | フライングゲット                         | -                                         |
| 第63回（6月12日）   | 君のことが好きだから                     | -                                         |
| 第64回（6月19日）   | 仮病をつかおう （KinKi Kids）            | Happy Birthday to you you （YUI）         |
| 第65回（6月26日）   | Dancing in the velvet moon （水樹奈々）  | 愛妻家の朝食 （椎名林檎）                 |
| 第66回（7月3日）    | 0 GAME （SPYAIR）                        | -                                         |
| 第67回（7月10日）   | 十字架のスプレッド （水樹奈々）          | -                                         |
| 第68回（7月17日）   | Natural Thang （KinKi Kids）             | -                                         |
| 第69回（7月24日）   | 7-seven- （Janne Da Arc）                | -                                         |
| 第70回（7月31日）   | （公開収録の放送回で、オンエア楽曲なし） | （公開収録の放送回で、オンエア楽曲なし）  |
| 第71回（8月7日）    | 大声ダイヤモンド                         | -                                         |
| 第72回（8月14日）   | 希望について （NO NAME）                 | -                                         |
| 第73回（8月21日）   | なんてボヘミアン                         | ギンガムチェック                          |
| 第74回（8月28日）   | ギンガムチェック                         | ヴァージニティー （NMB48）                |
| 第75回（9月4日）    | ノーカン                                 | チームB推し                               |
| 第76回（9月11日）   | 波乗りかき氷                             | -                                         |
| 第77回（9月18日）   | 上からマリコ                             | 呼び捨てファンタジー                      |
| 第78回（9月25日）   | 希望について                             | -                                         |
| 第79回（10月2日）   | こたえはきっと心の中に （KinKi Kids）    | -                                         |
| 第80回（10月9日）   | エリアK                                  | ひとりじゃない （堂本剛）                 |
| 第81回（10月16日）  | （公開収録の放送回で、オンエア楽曲なし） | （公開収録の放送回で、オンエア楽曲なし）  |
| 第82回（10月23日）  | UZA                                      | -                                         |
| 第83回（10月30日）  | UZA                                      | -                                         |
| 第84回（11月6日）   | スクラップ&ビルド                        | -                                         |
| 第85回（11月13日）  | スウィートドーナッツ （Perfume）         | ワイフ （シド）                           |
| 第86回（11月20日）  | 甘き死よ、来たれ （ARIANNE）             | 毒蜘蛛                                    |
| 第87回（11月27日）  | 永遠プレッシャー                         | 悪口 （aiko）                             |
| 第88回（12月4日）   | 永遠プレッシャー                         | -                                         |
| 第89回（12月11日）  | Warning                                  | 約束よ                                    |
| 第90回（12月18日）  | Sexy Zone （Sexy Zone）                  | 真夜中のシャドーボーイ （Hey! Say! JUMP） |
| 第91回（12月25日）  | 白い恋人達 （桑田佳祐）                  | 神様はじめました （ハナエ）               |

| 2013年（1月〜12月） | 2013年（1月〜12月） | 2013年（1月〜12月）                       |
| 放送回              | 1曲目 | 2曲目                                     |
| ------------------- | --- | ----------------------------------------- |
| 第92回（1月1日）    | Happy Happy Greeting （KinKi Kids） | 青い春.虚無 （Base Ball Bear）            |
| 第93回（1月8日）    | ハンパなイケメン | ナミダの深呼吸                            |
| 第94回（1月15日）   | 回遊魚のキャパシティ | 50%                                       |
| 第95回（1月22日）   | 必殺テレポート | キスして損しちゃった                      |
| 第96回（1月29日）   | キャンディー | -                                         |
| 第97回（2月5日）    | So long ! | わ、ダメだよ （アルカラ）                 |
| 第98回（2月12日）   | ブルートレイン （ASIAN KUNG-FU GENERATION） | 風一揆 （風男塾）                         |
| 第99回（2月19日）   | So long ! | 気になるあの娘 （相対性理論）             |
| 第100回（2月26日）  | キャンディー | So long !                                 |
| 第101回（3月5日）   | 祭りのあと （Base Ball Bear） | PERFECT BLUE （Base Ball Bear）           |
| 第102回（3月12日）  | もうこんなじかん （向谷実&佐藤亜美菜・倉持明日香・中村麻里子 from AKB48）                                                                                  | 神様お願い （ハナエ）                     |
| 第103回（3月19日）  | ライバル （KinKi Kids） | -                                         |
| 第104回（3月26日）  | 完璧ぐ〜のね （渡り廊下走り隊） | それを青春と呼ぶ日 （旅立ち卒業組）       |
| 第105回（4月2日）   | Virgin love | Mr. Kissman                               |
| 第106回（4月9日）   | この涙を君に捧ぐ （NO NAME） | 主なきその声 （NO NAME）                  |
| 第107回（4月16日）  | パジャマドライブ | GIVE ME FIVE!                             |
| 第108回（4月23日）  | BLACK BERRY （ハナエ） | Boyz & Girlz （ハナエ）                   |
| 第109回（4月30日）  | ペペロンチーノ・キャンディ （相対性理論） | 乙女のポリシー （石田燿子）               |
| 第110回（5月7日）   | 夢を死なせるわけにいかない | 50%                                       |
| 第111回（5月14日）  | 100メートルコンビニ | さよならクロール                          |
| 第112回（5月21日）  | さよならクロール | -                                         |
| 第113回（5月28日）  | さよならクロール | -                                         |
| 第114回（6月4日）   | （よにカラの放送回） | （よにカラの放送回）                      |
| 第115回（6月11日）  | さよならクロール | -                                         |
| 第116回（6月18日）  | How come ? | -                                         |
| 第117回（6月25日）  | イキルコト | -                                         |
| 第118回（7月2日）   | 誘惑のガーター （SDN48） | 初めてのジェリービーンズ                  |
| 第119回（7月9日）   | 1,000,000☆スマイル （SUPER☆GiRLS） | -                                         |
| 第120回（7月16日）  | COOLISH WALK （種島ぽぷら、伊波まひる、轟八千代） | -                                         |
| 第121回（7月23日）  | 水玉病 （アーバンギャルド） | 虹色の戦争 （SEKAI NO OWARI）             |
| 第122回（7月30日）  | Deeper Deeper （ONE OK ROCK） | -                                         |
| 第123回（8月6日）   | チャンスの順番 | 負けないで （ZARD）                       |
| 第124回（8月13日）  | 恋は神聖ローマ （ハナエ） | -                                         |
| 第125回（8月20日）  | 恋するフォーチュンクッキー | 今度こそエクスタシー                      |
| 第126回（8月27日）  | 今度こそエクスタシー | 恋するフォーチュンクッキー                |
| 第127回（9月3日）   | 今度こそエクスタシー | -                                         |
| 第128回（9月10日）  | スキ!スキ!スキップ! （HKT48） | モニカ （吉川晃司）                       |
| 第129回（9月17日）  | ピノキオ軍 （SKE48） | 少女は真夏に何をする? （SKE48）           |
| 第130回（9月24日）  | コネクト （ClariS） | 虹いろ・クマクマ （ランカ・リー=中島愛）  |
| 第131回（10月1日）  | 夜の色 （中島みゆき） | -                                         |
| 第132回（10月8日）  | ヒカリナ （Base Ball Bear） | 愛妻家の朝食 （椎名林檎）                 |
| 第133回（10月15日） | ハート・エレキ | でんでんぱっしょん （でんぱ組.inc）       |
| 第134回（10月22日） | ハート・エレキ | MAX!乙女心 （SUPER☆GiRLS）                |
| 第135回（10月29日） | ハート・エレキ | SUMMER NUDE '13 （山下智久）              |
| 第136回（11月5日）  | 細雪リグレット | -                                         |
| 第137回（11月12日） | 常夏ハイタッチ （SUPER☆GiRLS） | ココ☆ナツ （ももいろクローバー）          |
| 第138回（11月19日） | ケムリ （ONE OK ROCK） | バグダットのボディーカウント （andymori） |
| 第139回（11月26日） | バースデイソング （ハナエ） | 疾走感 （ハナエ）                         |
| 第140回（12月3日）  | ジン ジン ジングルベル （トゥィンクルヴェール from SUPER☆GiRLS）                                                                                           | ハッピーエンド （KANA-BOON）              |
| 第141回（12月10日） | 鈴懸の木の道で「君の微笑みを夢に見る」と言ってしまったら 僕たちの関係はどう変わってしまうのか、 僕なりに何日か考えた上でのやや気恥ずかしい結論のようなもの | 細雪リグレット                            |
| 第142回（12月17日） | 鈴懸の木の道で「君の微笑みを夢に見る」と言ってしまったら 僕たちの関係はどう変わってしまうのか、 僕なりに何日か考えた上でのやや気恥ずかしい結論のようなもの | かさぶたぶたぶ （BUMP OF CHICKEN）        |
| 第143回（12月24日） | 鈴懸の木の道で「君の微笑みを夢に見る」と言ってしまったら 僕たちの関係はどう変わってしまうのか、 僕なりに何日か考えた上でのやや気恥ずかしい結論のようなもの | -                                         |
| 第144回（12月31日） | 虹の列車 （NO NAME） | -                                         |

| 2014年（1月〜12月） | 2014年（1月〜12月）                                   | 2014年（1月〜12月）                                       |
| 放送回              | 1曲目                                                 | 2曲目                                                     |
| ------------------- | ----------------------------------------------------- | --------------------------------------------------------- |
| 第145回（1月7日）   | この涙を君に捧ぐ （NO NAME）                          | 言い訳Maybe                                               |
| 第146回（1月14日）  | 私が言う前に抱きしめなきゃね （Juice=Juice）          | 月の大きさ （乃木坂46）                                   |
| 第147回（1月21日）  | 夢の河                                                | 共犯者                                                    |
| 第148回（1月28日）  | How crazy （YUI）                                     | -                                                         |
| 第149回（2月4日）   | cream soda （SUPERCAR）                               | -                                                         |
| 第150回（2月11日）  | 空色のキセキ （SUPER☆GiRLS）                          | -                                                         |
| 第151回（2月18日）  | ハッピーエンド （KANA-BOON）                          | 空色のキセキ （SUPER☆GiRLS）                              |
| 第152回（2月25日）  | 前しか向かねえ                                        | 我旗の元へと集いたまえ （上坂すみれ）                     |
| 第153回（3月4日）   | ラブホテル （クリープハイプ）                         | 俯瞰show （BIGMAMA）                                      |
| 第154回（3月11日）  | 愛ってもっと斬新 （℃-ute）                            | なんちゃって恋愛 （モーニング娘。）                       |
| 第155回（3月18日）  | sugar sweet nightmare （羽川翼）                      | 童話迷宮 （田村ゆかり）                                   |
| 第156回（3月25日）  | シリウス （藍井エイル）                               | crossing field （LiSA）                                   |
| 第157回（4月1日）   | 花咲く☆最強レジェンドDays （トリプルブッキング）      | -                                                         |
| 第158回（4月8日）   | 今度こそエクスタシー （ネクストガールズ）             | ごめんね、いいコじゃいられない。 （沢井美空）             |
| 第159回（4月15日）  | 母に贈る歌 （BIGMAMA）                                | -                                                         |
| 第160回（4月22日）  | 眠れぬ森の君のため （KANA-BOON）                      | -                                                         |
| 第161回（4月29日）  | 虹色の戦争 （SEKAI NO OWARI）                         | エリアK                                                   |
| 第162回（5月6日）   | イヴの断片 （AKINO with bless4）                      | -                                                         |
| 第163回（5月13日）  | 花道!!ア〜ンビシャス （SUPER☆GiRLS）                  | エレガントガール （氷室衣舞（CV 菅谷梨沙子/Berryz工房）） |
| 第164回（5月20日）  | パシオン （Buzy）                                     | 私が言う前に抱きしめなきゃね （Juice=Juice）              |
| 第165回（5月27日）  | ラブラドール・レトリバー                              | 愛しきライバル                                            |
| 第166回（6月3日）   | そんなに好きじゃなかった （Base Ball Bear）           | -                                                         |
| 第167回（6月10日）  | 雪だるまつくろう （神田沙也加、稲葉葉月、諸星すみれ） | -                                                         |
| 第168回（6月17日）  | ザ・スターダストボウリング （チームしゃちほこ）       | エビ中一週間 （私立恵比寿中学）                           |
| 第169回（6月24日）  | 仮契約のシンデレラ （私立恵比寿中学）                 | -                                                         |
| 第170回（7月1日）   | ピザです! （チームしゃちほこ）                        | -                                                         |
| 第171回（7月8日）   | Snow halation （μ's）                                 | In Fact （KAT-TUN）                                       |
| 第172回（7月15日）  | 1/2 （川本真琴）                                      | -                                                         |
| 第173回（7月22日）  | 青い青いこの地球に （上原あずみ）                     | -                                                         |
| 第174回（7月29日）  |                                                       |                                                           |
| 第175回（8月5日）   | ザ・ティッシュ〜とまらない青春〜 （私立恵比寿中学）   | -                                                         |
| 第176回（8月12日）  | みずいろの雨 （八神純子）                             | オンナのコ♡オトコのコ （小倉優子）                        |
| 第177回（8月19日）  | VALENTI （BoA）                                       | 駅までは同じ帰り道 （KinKi Kids）                         |
| 第178回（8月26日）  | こたえはきっと心の中に （KinKi Kids）                 | -                                                         |
| 第179回（9月2日）   | 幻の命 （SEKAI NO OWARI）                             | -                                                         |
| 第180回（9月9日）   | ノルニル （やくしまるえつこメトロオーケストラ）       | -                                                         |
| 第181回（9月16日）  | ウィークエンダー （Hey! Say! JUMP）                   | -                                                         |
| 第182回（9月23日）  | パレード （山下達郎）                                 | -                                                         |
| 第183回（9月30日）  | 蒼い星くず （加山雄三）                               | -                                                         |
| 第184回（10月7日）  | 手を振ってさよなら （KinKi Kids）                     | 正しい街 （椎名林檎）                                     |
| 第185回（10月14日） | 未確認中学生X （私立恵比寿中学）                      | 深い森 （SEKAI NO OWARI）                                 |
| 第186回（10月21日） | ピアニィ・ピンク （ALI PROJECT）                      | 恋の抑止力 （水樹奈々）                                   |
| 第187回（10月28日） | Misty （KinKi Kids）                                  | -                                                         |
| 第188回（11月4日）  | 君らしく生きる君が好きだ （KinKi Kids）               | -                                                         |
| 第189回（11月11日） |                                                       |                                                           |
| 第190回（11月18日） | 猫だまし （渡り廊下走り隊）                           | ハイタテキ! （私立恵比寿中学）                            |
| 第191回（11月25日） | 完璧ぐ〜のね （渡り廊下走り隊）                       | -                                                         |
| 第192回（12月2日）  | 放課後オーバーフロウ （ランカ・リー=中島愛）          | ビタミンドロップ （Perfume）                              |
| 第193回（12月9日）  | シャッター （aiko）                                   | カラフルパンティガール （スカートの中）                   |
| 第194回（12月16日） | Neko Mimi Mode （ディミトリ・フロム・パリ）           | サクラあっぱれーしょん （でんぱ組.inc）                   |
| 第195回（12月23日） | 恋はスリル、ショック、サスペンス （愛内里菜）         | サクラ・ゴーラウンド （私立恵比寿中学）                   |
| 第196回（12月30日） | 小学館 （相対性理論）                                 | ゆーれい未満 （神聖かまってちゃん）                       |

| 2015年（1月〜12月） | 2015年（1月〜12月）                                                             | 2015年（1月〜12月）                             |
| 放送回              | 1曲目                                                                           | 2曲目                                           |
| ------------------- | ------------------------------------------------------------------------------- | ----------------------------------------------- |
| 第197回（1月6日）   | オドループ （フレデリック）                                                     | ラブボクシング （清竜人25）                     |
| 第198回（1月13日）  | ニンジーン Loves you yeah! （ランカ・リー）                                     | WillYouMarryMe? （清竜人25）                    |
| 第199回（1月20日）  | あのね…実はわたし、夢眠ねむなんだ…♡ （夢眠ねむ）                                | -                                               |
| 第200回（1月27日）  | みんなだいすき （Buono!）                                                       | -                                               |
| 第201回（2月3日）   | 深海冷蔵庫 （aiko）                                                             | -                                               |
| 第202回（2月10日）  | 六道輪廻サバイバル （ALI PROJECT）                                              | -                                               |
| 第203回（2月17日）  | Os-宇宙人 （エリオをかまってちゃん）                                            | ミス・パラレルワールド （相対性理論）           |
| 第204回（2月24日）  | 金八DANCE MUSIC （私立恵比寿中学）                                              | -                                               |
| 第205回（3月3日）   | ミニモニ。ひなまつり （ミニモニ。）                                             | -                                               |
| 第206回（3月10日）  | -                                                                               | -                                               |
| 第207回（3月17日）  | ええか!? （スマイレージ）                                                       | Kiss me 愛してる （℃-ute）                      |
| 第208回（3月24日）  | Help me!! （モーニング娘。）                                                    | -                                               |
| 第209回（4月2日）   | いーあるふぁんくらぶ Feat.GUMI、鏡音リン （みきとP）                            | -                                               |
| 第210回（4月9日）   | Virtual Insanity （Jamiroquai）                                                 | triage （藏合紗恵子 featuring 流田Project）     |
| 第211回（4月16日）  | 幸せの貼り紙はいつも背中に （私立恵比寿中学）                                   | -                                               |
| 第212回（4月23日）  | A・B・Cじゃグッと来ない!! （清竜人25）                                          | -                                               |
| 第213回（4月30日）  | Give It To Me （SISTAR）                                                        | -                                               |
| 第214回（5月7日）   | でんぱーりーナイト （でんぱ組.inc）                                             | -                                               |
| 第215回（5月14日）  | 微笑みフォトグラフ （ラブプラス＋ メインテーマ）                                | ソレーユ・モア （山本和臣）                     |
| 第216回（5月21日）  | 念には念 （こぶしファクトリー）                                                 | -                                               |
| 第217回（5月28日）  | ちくわぱパフェだよ☆CKP （日向美ビタースイーツ♪）                                | スーパーフレア （The Mirraz）                   |
| 第218回（6月4日）   | 夢見る隙間 （aiko）                                                             | -                                               |
| 第219回（6月11日）  | 鳴らせ （マカロニえんぴつ）                                                     | ビッグバンLOVE!! （梨田織葉（CV：佐藤亜美菜）） |
| 第220回（6月18日）  | 幕開けセンセーション！ （スルースキルズ）                                       | -                                               |
| 第221回（6月25日）  | 虹色の戦争 （世界の終わり）                                                     | 夏だぜジョニー （私立恵比寿中学）               |
| 第222回（7月2日）   | 君が私をダメにする （黒木渚）                                                   | -                                               |
| 第223回（7月9日）   | ミックスジュース （アルカラ）                                                   | -                                               |
| 第224回（7月16日）  | 7-seven- （Janne Da Arc）                                                       | -                                               |
| 第225回（7月23日）  | アタシポンコツアンドロイド （双葉杏、前川みく、島村卯月、小日向美穂、安部菜々） | -                                               |
| 第226回（7月30日）  | ビビった （キュウソネコカミ）                                                   | -                                               |
| 第227回（8月6日）   | fake fake （カラスは真っ白）                                                    | -                                               |
| 第228回（8月13日）  | -                                                                               | -                                               |
| 第229回（8月20日）  | Room （チェッカーズ）                                                           | -                                               |
| 第230回（8月27日）  | かくしん的☆めたまるふぉ〜ぜっ！ （アニメ「干物妹!うまるちゃん」より）           | 愛の迷惑 （フレデリック）                       |
| 第231回（9月3日）   | ドスコイ！ケンキョにダイタン （こぶしファクトリー）                             | -                                               |
| 第232回（9月10日）  | 夕映えプレゼント （CINDERELLA PROJECT）                                         | -                                               |
| 第233回（9月17日）  | GOIN'!!! （CINDERELLA PROJECT）                                                 | -                                               |
| 第234回（9月24日）  | Bongo Drum （堂本光一）                                                         | -                                               |
| 第235回（10月1日）  | チクタク 私の旬 （Juice=Juice）                                                 | -                                               |
| 第236回（10月8日）  | セーターを脱がさないで （フレデリック）                                         | -                                               |
| 第237回（10月15日） | ファビュラス （ビッケブランカ）                                                 | -                                               |
| 第238回（10月22日） | FLASH BACK （出口陽）                                                           | -                                               |
| 第239回（10月29日） | 片思いが世界を救う （花澤香菜）                                                 | -                                               |
| 第240回（11月5日）  | 恋人みたいに。 （さめざめ）                                                     | -                                               |
| 第241回（11月12日） | 黒い雫 （Superfly）                                                             | -                                               |
| 第242回（11月19日） | 世界の涙 （フレンチ・キス）                                                     | フラッシュバック （リリィ、さよなら。）         |
| 第243回（11月26日） | 俺たちのセレブレーション （ポルノグラフィティ）                                 | -                                               |
| 第244回（12月3日）  | 曖してる （Base Ball Bear）                                                     | -                                               |
| 第245回（12月10日） | 不思議な夜 （Base Ball Bear）                                                   | -                                               |
| 第246回（12月17日） | 魔法使いが現れそうな夜 （藤田麻衣子）                                           | -                                               |
| 第247回（12月24日） | Sweet MAGIC （Magical Sweets）                                                  | -                                               |
| 第248回（12月31日） | 待ったなんてなしっ！ （Sexy Zone）                                              | -                                               |

2016年
| 放送回             | 1曲目                                           | 2曲目 |
| ------------------ | ----------------------------------------------- | ----- |
| 第249回（1月5日）  | タイガー&ドラゴン （クレイジーケンバンド）      | -     |
| 第250回（1月12日） | TOKYOセクシーナイト （恵比寿★マスカッツ）       | -     |
| 第251回（1月19日） | 金魚のきんちゃん （FES☆TIVE）                   | -     |
| 第252回（1月26日） | 熱情のスペクトラム （いきものがかり）           | -     |
| 第253回（2月2日）  | You chick over （ビッケブランカ）               | -     |
| 第254回（2月9日）  | ピノキオ軍 （SKE48）                            | -     |
| 第255回（2月16日） | 赤いスイートピー （松田聖子）                   | -     |
| 第256回（2月23日） | それは小さな光のような （さユり）               | -     |
| 第257回（3月1日）  | Step One （Sister Q）                           | -     |
| 第258回（3月8日）  | 崖の上のポニョ （藤岡藤巻と大橋のぞみ）         | -     |
| 第259回（3月15日） | 真夜中のチョコレート （柴田淳）                 | -     |
| 第260回（3月22日） | トウメイニンゲン （フレデリック）               | -     |
| 第261回（3月29日） | チョット愚直に！猪突猛進 （こぶしファクトリー） | -     |

### オープニング
- 言い訳Maybe /AKB48（2011年4月5日〜2015年3月24日）
- 2D OR NOT 2D/P-MODEL（2015年4月2日〜）

### エンディング
番組の最後のコーナー『あみなと告知。』のBGMとしてオンエアされている。
| 2011年（4月〜12月） | 2011年（4月〜12月）                       |
| 放送回              | エンディング                              |
| ------------------- | ----------------------------------------- |
| 第1回（4月5日）     | 誰かのために -What can I do for someone?- |
| 第2回（4月12日）    | 誰かのために -What can I do for someone?- |
| 第3回（4月19日）    | 誰かのために -What can I do for someone?- |
| 第4回（4月26日）    | 誰かのために -What can I do for someone?- |
| 第5回（5月3日）     | Everyday、カチューシャ                    |
| 第6回（5月10日）    | Everyday、カチューシャ                    |
| 第7回（5月17日）    | 人の力                                    |
| 第8回（5月24日）    | 人の力                                    |
| 第9回（5月31日）    | ここにいたこと                            |
| 第10回（6月7日）    | ここにいたこと                            |
| 第11回（6月14日）   | チームB推し                               |
| 第12回（6月21日）   | 人魚のバカンス                            |
| 第13回（6月28日）   | 恋愛サーカス                              |
| 第14回（7月5日）    | チームB推し                               |
| 第15回（7月12日）   | 君のことが好きだから                      |
| 第16回（7月19日）   | シアターの女神                            |
| 第17回（7月26日）   | オネストマン                              |
| 第18回（8月2日）    | フライングゲット                          |
| 第19回（8月9日）    | フライングゲット                          |
| 第20回（8月16日）   | フライングゲット                          |
| 第21回（8月23日）   | 抱きしめちゃいけない                      |
| 第22回（8月30日）   | フライングゲット                          |
| 第23回（9月6日）    | フライングゲット                          |
| 第24回（9月13日）   | チャンスの順番                            |
| 第25回（9月20日）   | フライングゲット                          |
| 第26回（9月27日）   | フライングゲット                          |
| 第27回（10月4日）   | 風は吹いている                            |
| 第28回（10月11日）  | 風は吹いている                            |
| 第29回（10月18日）  | 風は吹いている                            |
| 第30回（10月25日）  | 風は吹いている                            |
| 第31回（11月1日）   | 風は吹いている                            |
| 第32回（11月8日）   | 風は吹いている                            |
| 第33回（11月15日）  | 風は吹いている                            |
| 第34回（11月22日）  | 上からマリコ                              |
| 第35回（11月29日）  | 上からマリコ                              |
| 第36回（12月6日）   | 上からマリコ                              |
| 第37回（12月13日）  | 上からマリコ                              |
| 第38回（12月20日）  | ノエルの夜                                |
| 第39回（12月27日）  | フライングゲット                          |

| 2012年（1月〜12月） | 2012年（1月〜12月）                       |
| 放送回              | エンディング                              |
| ------------------- | ----------------------------------------- |
| 第40回（1月3日）    | 君のことが好きだから                      |
| 第41回（1月10日）   | シアターの女神                            |
| 第42回（1月17日）   | チームB推し                               |
| 第43回（1月24日）   | 上からマリコ                              |
| 第44回（1月31日）   | ヘビーローテーション                      |
| 第45回（2月7日）    | GIVE ME FIVE!                             |
| 第46回（2月14日）   | GIVE ME FIVE!                             |
| 第47回（2月21日）   | GIVE ME FIVE!                             |
| 第48回（2月28日）   | GIVE ME FIVE!                             |
| 第49回（3月6日）    | GIVE ME FIVE!                             |
| 第50回（3月13日）   | 誰かのために -What can I do for someone?- |
| 第51回（3月20日）   | GIVE ME FIVE!                             |
| 第52回（3月27日）   | GIVE ME FIVE!                             |
| 第53回（4月3日）    | 上からマリコ                              |
| 第54回（4月10日）   | ヘビーローテーション                      |
| 第55回（4月17日）   | ツンデレ!                                 |
| 第56回（4月24日）   | 100メートルコンビニ                       |
| 第57回（5月1日）    | 好き 好き 好き                            |
| 第58回（5月8日）    | 盗まれた唇                                |
| 第59回（5月15日）   | 真夏のSounds good !                       |
| 第60回（5月22日）   | 真夏のSounds good !                       |
| 第61回（5月29日）   | 真夏のSounds good !                       |
| 第62回（6月5日）    | 真夏のSounds good !                       |
| 第63回（6月12日）   | 真夏のSounds good !                       |
| 第64回（6月19日）   | 真夏のSounds good !                       |
| 第65回（6月26日）   | 真夏のSounds good !                       |
| 第66回（7月3日）    | フライングゲット                          |
| 第67回（7月10日）   | 大声ダイヤモンド                          |
| 第68回（7月17日）   | ツンデレ!                                 |
| 第69回（7月24日）   | 君のことが好きだから                      |
| 第70回（7月31日）   | フライングゲット                          |
| 第71回（8月7日）    | 初日                                      |
| 第72回（8月14日）   | 希望について （NO NAME）                  |
| 第73回（8月21日）   | ファースト・ラビット                      |
| 第74回（8月28日）   | 希望について                              |
| 第75回（9月4日）    | ギンガムチェック                          |
| 第76回（9月11日）   | ギンガムチェック                          |
| 第77回（9月18日）   | ギンガムチェック                          |
| 第78回（9月25日）   | 夢は何度も生まれ変わる （NO NAME）        |
| 第79回（10月2日）   | 虹の列車 （NO NAME）                      |
| 第80回（10月9日）   | 虹の列車 （NO NAME）                      |
| 第81回（10月16日）  | ファースト・ラビット                      |
| 第82回（10月23日）  | チームB推し                               |
| 第83回（10月30日）  | スクラップ&ビルド                         |
| 第84回（11月6日）   | UZA                                       |
| 第85回（11月13日）  | UZA                                       |
| 第86回（11月20日）  | UZA                                       |
| 第87回（11月27日）  | スクラップ&ビルド                         |
| 第88回（12月4日）   | 眠り姫 （SEKAI NO OWARI）                 |
| 第89回（12月11日）  | 大声ダイヤモンド/永遠プレッシャー         |
| 第90回（12月18日）  | 永遠プレッシャー                          |
| 第91回（12月25日）  | スクラップ&ビルド                         |

| 2013年（1月〜12月） | 2013年（1月〜12月）                                                       |
| 放送回              | エンディング                                                              |
| ------------------- | ------------------------------------------------------------------------- |
| 第92回（1月1日）    | 青い春.虚無 （Base Ball Bear）                                            |
| 第93回（1月8日）    | スクラップ&ビルド/ 女の子は誰でも （東京事変）                            |
| 第94回（1月15日）   | 虹の列車 （NO NAME）                                                      |
| 第95回（1月22日）   | チームB推し                                                               |
| 第96回（1月29日）   | 言い訳Maybe                                                               |
| 第97回（2月5日）    | 走れ!ペンギン                                                             |
| 第98回（2月12日）   | So long !                                                                 |
| 第99回（2月19日）   | 夕陽マリー                                                                |
| 第100回（2月26日）  | 言い訳Maybe                                                               |
| 第101回（3月5日）   | Transfer Girl （Base Ball Bear）                                          |
| 第102回（3月12日）  | So long!                                                                  |
| 第104回（3月26日）  | それを青春と呼ぶ日 （旅立ち卒業組）                                       |
| 第105回（4月2日）   | この涙を君に捧ぐ （NO NAME）                                              |
| 第106回（4月9日）   | もうこんなじかん （向谷実&佐藤亜美菜・倉持明日香・中村麻里子 from AKB48） |
| 第107回（4月16日）  | この涙を君に捧ぐ/言い訳Maybe                                              |
| 第108回（4月23日）  | もうこんなじかん                                                          |
| 第109回（4月30日）  | この涙を君に捧ぐ                                                          |
| 第110回（5月7日）   | 50%                                                                       |
| 第111回（5月14日）  | チームB推し                                                               |
| 第112回（5月21日）  | もうこんなじかん                                                          |
| 第113回（5月28日）  | So long!                                                                  |
| 第114回（6月4日）   | さよならクロール                                                          |
| 第115回（6月11日）  | ロマンス拳銃                                                              |
| 第116回（6月18日）  | ロマンス拳銃                                                              |
| 第117回（6月25日）  | バラの果実                                                                |
| 第118回（7月2日）   | スクラップ&ビルド                                                         |
| 第119回（7月9日）   | ヒグラシノコイ                                                            |
| 第120回（7月16日）  | もうこんなじかん                                                          |
| 第121回（7月23日）  | スクラップ&ビルド                                                         |
| 第122回（7月30日）  | もうこんなじかん                                                          |
| 第123回（8月6日）   | 永遠プレッシャー                                                          |
| 第124回（8月13日）  | 恋するフォーチュンクッキー                                                |
| 第125回（8月20日）  | 恋するフォーチュンクッキー                                                |
| 第126回（8月27日）  | 今度こそエクスタシー                                                      |
| 第127回（9月3日）   | 彼女になれますか?                                                         |
| 第128回（9月10日）  | モニカ （吉川晃司）                                                       |
| 第129回（9月17日）  | 今度こそエクスタシー                                                      |
| 第130回（9月24日）  | 虹いろ・クマクマ （ランカ・リー=中島愛）                                  |
| 第131回（10月1日）  | 恋するフォーチュンクッキー                                                |
| 第132回（10月8日）  | 今度こそエクスタシー                                                      |
| 第133回（10月15日） | でんでんぱっしょん （でんぱ組.inc）                                       |
| 第134回（10月22日） | 涙サプライズ!/今度こそエクスタシー                                        |
| 第135回（10月29日） | 今度こそエクスタシー                                                      |
| 第136回（11月5日）  | ハート・エレキ                                                            |
| 第137回（11月12日） | ハート・エレキ                                                            |
| 第138回（11月19日） | 細雪リグレット                                                            |
| 第139回（11月26日） | 疾走感 （ハナエ）                                                         |
| 第140回（12月3日）  | 恋するフォーチュンクッキー                                                |
| 第141回（12月10日） | Mosh&Dive                                                                 |
| 第142回（12月17日） | Mosh&Dive                                                                 |
| 第143回（12月24日） | 恋するフォーチュンクッキー                                                |
| 第144回（12月31日） | 今度こそエクスタシー                                                      |

| 2014年（1月〜12月） | 2014年（1月〜12月） |
| 放送回              | エンディング |
| ------------------- | --- |
| 第145回（1月7日）   | 言い訳Maybe |
| 第146回（1月14日）  | 細雪リグレット |
| 第147回（1月21日）  | So long ! |
| 第148回（1月28日）  | 恋するフォーチュンクッキー |
| 第149回（2月4日）   | 細雪リグレット |
| 第150回（2月11日）  | 鈴懸の木の道で「君の微笑みを夢に見る」と言ってしまったら 僕たちの関係はどう変わってしまうのか、 僕なりに何日か考えた上でのやや気恥ずかしい結論のようなもの |
| 第151回（2月18日）  | 空色のキセキ （SUPER☆GiRLS） |
| 第152回（2月25日）  | 我旗の元へと集いたまえ （上坂すみれ） |
| 第153回（3月4日）   | 俯瞰show （BIGMAMA） |
| 第154回（3月11日）  | |
| 第155回（3月18日）  | |
| 第155回（3月25日）  | 恋するフォーチュンクッキー |
| 第157回（4月1日）   | |
| 第158回（4月8日）   | ごめんね、いいコじゃいられない。 （沢井美空） |
| 第159回（4月15日）  | DANZEN! ふたりはプリキュア（Ver. Max Heart） （バニラビーンズ）                                                                                            |
| 第160回（4月22日）  | あの嫌いの歌 （クリープハイプ） |
| 第161回（4月29日）  | |
| 第162回（5月6日）   | ノーカン |
| 第163回（5月13日）  | エレガントガール （氷室衣舞（CV 菅谷梨沙子/Berryz工房））                                                                                                  |
| 第164回（5月20日）  | |
| 第165回（5月27日）  | 愛しきライバル |
| 第166回（6月3日）   | 今度こそエクスタシー |
| 第167回（6月10日）  | 自由への扉 （小此木麻里） |
| 第168回（6月17日）  | エビ中一週間 （私立恵比寿中学） |
| 第169回（6月24日）  | 売れたいエモーション! （私立恵比寿中学） |
| 第170回（7月1日）   | 全力少女 （ももいろクローバー） |
| 第171回（7月8日）   | In Fact （KAT-TUN） |
| 第172回（7月15日）  | ココ☆ナツ （ももいろクローバー） |
| 第173回（7月22日）  | スクランブル （堀江由衣 wlth UNSCANDAL） |
| 第174回（7月29日）  | 正しい街 （椎名林檎） |
| 第175回（8月5日）   | 梅 （私立恵比寿中学） |
| 第176回（8月12日）  | オンナのコ♡オトコのコ （小倉優子） |
| 第177回（8月19日）  | 駅までは同じ帰り道 （KinKi Kids） |
| 第178回（8月26日）  | 心のプラカード |
| 第179回（9月2日）   | 気になるあの娘 （相対性理論） |
| 第180回（9月9日）   | |
| 第181回（9月16日）  | 性格悪い女の子 |
| 第182回（9月23日）  | |
| 第183回（9月30日）  | |
| 第184回（10月7日）  | 正しい街 （椎名林檎） |
| 第185回（10月14日） | 深い森 （SEKAI NO OWARI） |
| 第186回（10月21日） | 恋の抑止力 （水樹奈々） |
| 第187回（10月28日） | 真夜中遊園地 （チャットモンチー） |
| 第188回（11月4日）  | 雲は白リンゴは赤 （aiko） |
| 第189回（11月11日） | |
| 第190回（11月18日） | ハイタテキ! （私立恵比寿中学） |
| 第191回（11月25日） | 鍵のない箱 （KinKi Kids） |
| 第192回（12月2日）  | ビタミンドロップ （Perfume） |
| 第193回（12月9日）  | カラフルパンティーガール （スカートの中） |
| 第194回（12月16日） | サクラあっぱれーしょん （でんぱ組.inc） |
| 第195回（12月23日） | サクラ・ゴーラウンド （私立恵比寿中学） |
| 第196回（12月30日） | ゆーれい未満 （神聖かまってちゃん） |

| 2015年（1月〜12月） | 2015年（1月〜12月）                                            |
| 放送回              | エンディング                                                   |
| ------------------- | -------------------------------------------------------------- |
| 第197回（1月6日）   | ラブボクシング （清竜人25）                                    |
| 第198回（1月13日）  | WillYouMarryMe? （清竜人25）                                   |
| 第199回（1月20日）  | お願い！シンデレラ （THE IDOLM@STER CINDERELLA GIRLS）         |
| 第200回（1月27日）  |                                                                |
| 第201回（2月3日）   | お願い！シンデレラ （THE IDOLM@STER CINDERELLA GIRLS）         |
| 第202回（2月10日）  | Shangri-La （angela）                                          |
| 第203回（2月17日）  | お願い！シンデレラ （THE IDOLM@STER CINDERELLA GIRLS）         |
| 第204回（2月24日）  | 買い物しようと町田へ （私立恵比寿中学）                        |
| 第205回（3月3日）   | 空耳ケーキ （Oranges&Lemons）                                  |
| 第206回（3月10日）  | お願い！シンデレラ （THE IDOLM@STER CINDERELLA GIRLS）         |
| 第207回（3月17日）  | お願い！シンデレラ （THE IDOLM@STER CINDERELLA GIRLS）         |
| 第208回（3月24日）  | おへその国からこんにちは （ハロプロ研修生）                    |
| 第209回（4月2日）   | 一触即発☆禅ガール （れるりり）                                 |
| 第210回（4月9日）   | お願い！シンデレラ （THE IDOLM@STER CINDERELLA GIRLS）         |
| 第211回（4月16日）  | レディーマーメイド （ダイヤレディー）                          |
| 第212回（4月23日）  | ぶらっくパレード （ゲスの極み乙女。）                          |
| 第213回（4月30日）  | ハナマル☆センセイション （Little Non）                         |
| 第214回（5月7日）   | Star!! （CINDERELLA PROJECT）                                  |
| 第215回（5月14日）  | お願い！シンデレラ （THE IDOLM@STER CINDERELLA GIRLS）         |
| 第216回（5月21日）  | Crazy 完全な大人 （℃-ute）                                     |
| 第217回（5月28日）  | お願い！シンデレラ （THE IDOLM@STER CINDERELLA GIRLS）         |
| 第218回（6月4日）   | 鏡 （aiko）                                                    |
| 第219回（6月11日）  | ソレーユ・モア （山本和臣）                                    |
| 第220回（6月18日）  | 好きやねん、好きなんよ。 （Lovelys!!）                         |
| 第221回（6月25日）  | お願い！シンデレラ （THE IDOLM@STER CINDERELLA GIRLS）         |
| 第222回（7月2日）   | メトロ （プププランド）                                        |
| 第223回（7月9日）   | ラムネ色青春 （『THE IDOLM@STER 輝きの向こう側へ!』挿入歌）    |
| 第224回（7月16日）  | 天使のゆびきり （『彼氏彼女の事情』オープニングテーマ）        |
| 第225回（7月23日）  | ナージャ!! （本田美奈子）                                      |
| 第226回（7月30日）  | オーマイゴースト?〜わたしが悪霊になっても〜 （私立恵比寿中学） |
| 第227回（8月6日）   | 眠れぬ森の君のため （KANA-BOON）                               |
| 第228回（8月13日）  | 夏祭り （長渕剛）                                              |
| 第229回（8月20日）  | U can do it! （DOMINO）                                        |
| 第230回（8月27日）  | Shine!! （CINDERELLA PROJECT）                                 |
| 第231回（9月3日）   | ふ・れ・ん・ど・し・た・い （学園生活部）                      |
| 第232回（9月10日）  | む・つ・ご・と （アルカラ）                                    |
| 第233回（9月17日）  | リボンをきゅっと （lyrical school）                            |
| 第234回（9月24日）  | FUNKがしたいんだ どしても （堂本剛）                           |
| 第235回（10月1日）  | どうしようもないよ... （清竜人25）                             |
| 第236回（10月8日）  | 桃太郎 （水曜日のカンパネラ）                                  |
| 第237回（10月15日） | 水星(Original mix) feat. オノマトペ大臣 （tofubeats）          |
| 第238回（10月22日） | ちゃんと言わなきゃ愛さない （石川さゆり）                      |
| 第239回（10月29日） | 月のワルツ （諫山実生）                                        |
| 第240回（11月5日）  | 追うBOY （ビッケブランカ）                                     |
| 第241回（11月12日） | くちばしにチェリー （EGO-WRAPPIN'）                            |
| 第242回（11月19日） | in fact オリジナル・カラオケ （橘ありす（CV 佐藤亜美菜））     |
| 第243回（11月26日） | 逢いたいYO〜 （清竜人25））                                    |
| 第244回（12月3日）  | 文化祭の夜 （Base Ball Bear）                                  |
| 第245回（12月10日） | 「それって、for 誰？」part.2 （Base Ball Bear）                |
| 第246回（12月17日） | in fact （橘ありす (CV 佐藤亜美菜））                          |
| 第247回（12月24日） | リカバーデコレーション （小野寺小咲（花澤香菜））              |
| 第248回（12月31日） | リフレイン （三代目J Soul Brothers）                           |

2016年
| 放送回             | エンディング                            |
| ------------------ | --------------------------------------- |
| 第249回（1月5日）  | 人間ロック （ドラマチックアラスカ）     |
| 第250回（1月12日） | KISS KISS KISS （KAT-TUN）              |
| 第251回（1月19日） | はなまるぴっぴはよいこだけ （A応P）     |
| 第252回（1月26日） | キラキラ （DOMINO）                     |
| 第253回（2月2日）  | マナー （柴田淳）                       |
| 第254回（2月9日）  | innocence （SKE48）                     |
| 第255回（2月16日） | もしも私が空に住んでいたら （岩佐美咲） |
| 第256回（2月23日） | realize -夢の待つ場所- （Cyua）         |
| 第257回（3月1日）  | オルフェンズの涙 （MISIA）              |
| 第258回（3月8日）  | 崖の上のポニョ （藤岡藤巻と大橋のぞみ） |
| 第259回（3月15日） | 紅蓮の月 （柴田淳）                     |
| 第260回（3月22日） | 神様の神様 （ハナエ）                   |
| 第261回（3月29日） | ねえねえ… （清竜人25）                  |

## ジングル
各コーナーの合間に流される。以前はコーナー「タング・ツイスター・バスターズ」の放送回のみ、その時のMVPの早口言葉を用いたジングルが作られていた。
| BGM        | セリフ |
| ---------- | --- |
| -          | 羊が1匹、羊が2匹、羊が3匹、羊・・・佐藤亜美菜のこの世に小文字はいりません！ |
| -          | あ〜した天気になぁ〜れ！ ん？明日？それとも今日？ 佐藤亜美菜の「この世に小文字はいりません！」                                                                                                |
| 星に願いを | 眠たいの？でも寝ちゃダメ！・・・佐藤亜美菜の「この世に小文字はいりません！」 |
| -          | しあわせなら手をたたこう、パンパン しあわせなら態度で示そうよ、ほらみんなで手をたたこう、パンパン おい！たたいてないのバレてんぞ！（バシ、バシ） 佐藤亜美菜の「この世に小文字はいりません！」 |

以前使用されていたもの
| 通常回                       | 通常回 |
| BGM                          | セリフ |
| ---------------------------- | --- |
| ヘビーローテーション         | AKB48さとうあみなのー！この世に小文字はいりませーん！ |
| 勇気のハンマー               | AKB48、さとうあみなの！（エコー）この世に小文字はいりませーん… |
| 恋愛サーカス                 | （ノイズ）1422ラジオ日本…この世に小文字はいりません（ノイズ終了） 1422ラジオ日本、佐藤亜美菜のこの世に小文字はいりません! |
| -                            | 佐藤亜美菜のラジオ…AKB48、佐藤亜美菜のー…わかんないよ、もう知らねえよ え？女子はどっちが好き？知らねえよ。国民的アイドルだぞ。最近よく分かってないだろ私の職業… |
| チームB推し                  | 私はなんかこう、一回のラジオにひとつ絶対笑いを入れたいって思うから…（笑い声） なんかこう、面白い話をどん!って持ってきたいわけですよ。 生放送で、現れることが出来る日を、楽しみにしております! AKB48さとうあみなのー！この世に小文字はいりませーん！ |
| One More time                | もうやんなーい。やーめた！ AKB48さとうあみなのー！えーすごい悲しい。読めなーい！もーだよね。 クリスマスプレゼントもらってから振りなよ？…違うか、そういうことじゃないか。 AKB48さとうあみなの！この世に小文字はいりません！ |
| 戦場のボーイズ・ライフ       | 飯田『特に、お腹が空くと、機嫌がめっちゃ悪くなる…』 飯田『アイドルとして最高な、踊れば踊るほど運気が上がるのと、歌えば歌うほど運気が上がるので…』 亜美菜『ほんとですか!?ちょっとちょっと、劇場公演出ないとまずいよ。やっぱ』 飯田『最高に良い星を持っています』 亜美菜『まじすか!…もうなんか、へろへろなんだけど』 亜美菜『えーちょっとナメてたわ』 飯田『なんすかナメてたって』 |
| カゲロウデイズ               | 佐藤亜美菜のラジオ！ 暴走カカシさんの考えてくれた言葉に、決定でーす！！ 『明日寝坊しても、わたしのせいにしないでよね？』 1422ラジオ日本、佐藤亜美菜のこの世に小文字はいりません！ |
| 輪舞-revolution（カラオケ）  | 1422ラジオ日本、佐藤亜美菜のラジオ！ 1422ラジオ日本、佐藤亜美菜のこの世に小文字はいりません（小声）。 |
| ヴァージニティー（カラオケ） | 1422ラジオ日本。佐藤亜美菜のこの世に小文字はいりません！ |

| タングツイスターバスターズの回                        | タングツイスターバスターズの回 |
| BGM                                                   | セリフ |
| ----------------------------------------------------- | --- |
| みなさんもご一緒に                                    | よにこもニコニコ、よいこもニコニコ！（4回繰り返し） |
| -                                                     | メール110通中10通！（3回繰り返し）…はあはあしてきちやった |
| 勇気のハンマー / 火曜サスペンス劇場オープニングテーマ | まゆゆのまゆまるい！（3回繰り返し） |
| チームB推し                                           | ちゅうもくちゅうちょちゆうちゆうちゆう！（3回繰り返し）…ともーみ好きだよー                                                                                            |
| ロッキーのテーマ / The Final Bell                     | 僕ロドリゲスです！（3回繰り返し）…全制覇ー！いえーい！やったあ！ |
| 三都物語                                              | 今日、東京か京都でデート！（3回繰り返し）…あみなばかやろっ |
| ペラペラペラオ                                        | きたりえ南へ行ったきり！（3回繰り返し）…きたりえ泣かせとけば良いんだ                                                                                                  |
| カッコ悪い I love you!                                | 雪に胸キュンゆきりん！（3回繰り返し）…言えない、あれ、言えると思ったのに…                                                                                             |
| ボヘミアン・ラプソディ                                | ままたすでなまあみまま！（3回繰り返し）…愛が強すぎるのかな |
| 赤い電車                                              | 吊り革つかまりリツイート！（3回繰り返し）…え！？よく考えたね！ |
| はじめてのチュウ                                      | チューするシミュレーション中！（3回繰り返し）…35ですとか言ったらびっくりしちゃう                                                                                      |
| アンドロイドな女                                      | さやか肩かさかさ！（3回繰り返し）…さやかちゃん全然つるつるだからね |
| Dear J                                                | ともちんと元々友達！（3回繰り返し）…めっちゃいいなーうらやましい！ |
| 言い訳Maybe                                           | どこに行くにも、よにこも聞くもの！（3回繰り返し）…いいひとだーほんと。ポッドキャストとか、取ってね。いつも肌身離さず聞いて下さい。ほんと。                            |
| 希望について                                          | はるきゃんのキャラ、きゃわたん！（3回繰り返し） …のなめがなめこ狩り！（3回繰り返し）…はい終了ー。はいおわりー。…んー、はうあういうゆうあう…。                         |
| FIFA Anthem                                           | チャンネルジャック、ザックジャパン！（3回繰り返し） …ちょやばいやばい、これやばいやつ…りーむー。りーむーですこれ。                                                    |
| Sure Shot Ricky                                       | しーちゃん、チャーシュー着手！（3回繰り返し） …終わった。もう終わりー…難しい。てか着手って言葉使ったことない、全然。えー学んだわ…使わないなーこれからも絶対。着手か。 |
| ファンファーレ                                        | うわ超言いにくい。武豊、浴衣で菊花賞優勝…絶対言えないわ。行きます！武豊浴衣で菊花賞優勝！（3回繰り返し） …難しい！何これ！                                            |
| 夢想花                                                | 4人MVPで良いって思ってる…飛べ！鍋！飛べって！（3回繰り返し） …を考えてくれた、クランベリーさんに決定です！                                                            |
| Rising Sun                                            | 初日の出、初見るぜ！（3回繰り返し） …を考えてくれた、タンディーさんに決定です！                                                                                       |